# Bombardements stratégiques sur le Japon
Vous lisez un « bon article » labellisé en 2012.
Seconde Guerre mondiale
Batailles
Les bombardements stratégiques sur le Japon sont les raids aériens, menés par les forces armées américaines pendant les deux dernières années de la Seconde Guerre mondiale contre l'empire du Japon, qui détruisirent les principales villes du pays et tuèrent entre 241 000 et 900 000 personnes, sans compter les bombardements atomiques d'Hiroshima (340 000 habitants) et de Nagasaki (195 000 habitants). En plus des pertes humaines, les bombardements aériens causèrent d'importants dégâts aux villes japonaises et contribuèrent au profond déclin de la production industrielle.
Si, dans les premières années de la guerre du Pacifique, les attaques aériennes se limitèrent au raid de Doolittle en avril 1942 et à des attaques limitées contre des positions militaires dans les îles Kouriles à partir de 1943, les bombardements stratégiques sur le Japon commencèrent en juin 1944 pour s'achever à la fin de la guerre en août 1945. Pendant l'année 1945, s'ajoutèrent à ces attaques massives les raids menés par les unités aériennes tactiques embarquées ou basées à terre.
Alors que des plans d'attaque contre le Japon avaient été préparés avant le début de la guerre, ils ne purent pas être menés avant l'entrée en service du bombardier à long rayon d'action B-29 Superfortress. De juin 1944 jusqu'en janvier 1945, les B-29 stationnés en Inde utilisaient des bases en Chine pour bombarder le Japon mais les résultats espérés ne furent pas au rendez-vous. La campagne de bombardement s'accéléra fortement à partir de novembre 1944 lorsque des bases dans les îles Mariannes furent ouvertes à la suite de l'opération Forager. Ces attaques furent initialement dirigées contre les complexes industriels mais à partir de mars 1945, elles ciblèrent généralement les centres urbains. Les appareils alliés stationnés sur les porte-avions et dans les îles Ryūkyū menèrent également des bombardements en préparation de l'invasion du Japon prévue pour octobre 1945. Le 6 et le 9 août 1945, les villes d'Hiroshima et de Nagasaki furent rasées par des bombes atomiques.
Les défenses militaires et civiles du Japon furent incapables d'empêcher les attaques alliées. Le nombre de chasseurs et de canons anti-aériens assignés à la défense de l'archipel japonais était insuffisant, et la plupart des appareils et des canons avaient du mal à atteindre l'altitude à laquelle volaient les B-29. Le manque de carburant, d'entrainement et de coordination entre les unités réduisit également l'efficacité de la chasse japonaise. Malgré la vulnérabilité des villes japonaises face aux bombardements incendiaires, les services d'incendie manquaient d'entrainement et d'équipement, et il n'y avait que quelques abris anti-aériens construits pour les civils. En conséquence, les B-29 furent capables d'infliger de sévères dégâts aux centres urbains tout en ne subissant que quelques pertes.
Depuis la fin de la guerre, un long débat sur la moralité de ces attaques contre les villes japonaises — et en particulier les pertes civiles — s'est engagé et l'usage des armes atomiques est particulièrement controversé.

## Contexte

### Plans américains
L'United States Army Air Corps (qui fut intégré dans l'United States Army Air Forces ou USAAF en février 1942) commença à développer des plans d'urgence pour une campagne aérienne contre le Japon en 1940. La même année, l'attaché naval à l'ambassade américaine à Tokyo rapporta que les défenses civiles du Japon étaient faibles et les pilotes américains furent encouragés à se porter volontaires pour servir avec les forces chinoises dans le cadre de la Seconde Guerre sino-japonaise. Le premier groupe de volontaires (les « Tigres volants ») commença à opérer au sein de la Force aérienne de la république de Chine à la fin de l'année 1941 avec des chasseurs P-40 Warhawk. Un second groupe de volontaires fut également formé à la fin de l'année 1941 pour attaquer le Japon depuis des bases en Chine avec des bombardiers moyens Hudson et A-20 Havoc. L'attaque de Pearl Harbor le 7 décembre 1941 ouvrit les hostilités entre les États-Unis et le Japon et mit un terme aux opérations secrètes. Le petit nombre de personnels du second groupe de volontaires qui avait été détaché des États-Unis en novembre 1941 fut bloqué en Australie par le déclenchement du conflit,.
Les succès japonais durant les premiers mois de la guerre du Pacifique empêchèrent l'application des plans de guerre américains contre l'archipel japonais et une série de tentatives pour lancer une campagne à petite échelle depuis la Chine échouèrent. Avant le déclenchement de la guerre, l'USAAF avait planifié de bombarder le Japon à partir de Wake, de Guam, des Philippines et des régions côtières de la Chine. Ces bases furent cependant rapidement capturées par les forces japonaises et sur les 35 bombardiers lourds Boeing B-17 Flying Fortress de l'USAAF basés aux Philippines, 18 sont détruits lors de l'attaque de la base de Clark Field le 8 décembre 1941. L'USAAF tenta ensuite d'envoyer treize bombardiers lourds Boeing B-17 Flying Fortress en Chine en mars et en avril 1942 pour attaquer le Japon. Ces appareils arrivèrent en Inde mais y restèrent car la conquête japonaise de la Birmanie causa des problèmes logistiques et le dirigeant chinois Tchang Kaï-chek était réticent à l'idée d'avoir des bombardiers américains opérant depuis son territoire. Treize autres bombardiers lourds B-24 Liberator furent envoyés des États-Unis pour opérer depuis la Chine en mai 1942 mais ils furent redéployés pour soutenir des opérations alliées en Méditerranée. En juillet 1942, le commandant des Tigres volants, le colonel Claire Lee Chennault, requis une force de cent chasseurs P-47 Thunderbolt et de trente bombardiers moyens B-25 Mitchell qui selon lui seraient suffisants pour « détruire » l'industrie aéronautique japonaise. Trois mois plus tard, Chennault déclara au président américain Franklin D. Roosevelt qu'une force composée de 105 chasseurs modernes et de quarante bombardiers (dont douze lourds) serait capable « d'entrainer la perte du Japon » en six à douze mois. Le quartier-général de l'USAAF considérait ces affirmations comme peu crédibles et les demandes de renforts de Chennault furent refusées.

### Défenses japonaises

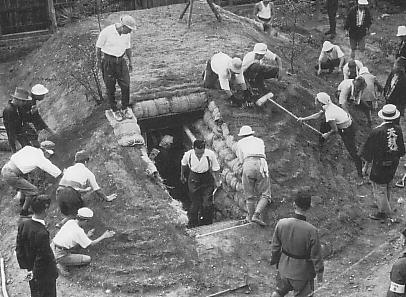
Construction d'un abri anti-aérien au Japon en septembre 1940.

Les plans japonais d'avant-guerre pour protéger le pays d'une attaque aérienne se concentraient sur la neutralisation des bases aériennes ennemies. Avant la guerre, on considérait que les appareils soviétiques déployés en Extrême-Orient russe représentaient la plus grande menace. Les militaires japonais planifiaient de détruire les bases aériennes à portée de l'archipel japonais si le Japon et l'Union soviétique entraient en guerre. Au début de la guerre du Pacifique, le gouvernement japonais considérait que le meilleur moyen d'empêcher les raids aériens américains serait de capturer et de tenir les régions en Chine et dans le Pacifique depuis lesquelles de telles attaques pouvaient être lancées. Il supposait que les Alliés ne seraient pas capables de reprendre le contrôle de ces bases. Cependant, les Japonais anticipèrent que les Alliés pourraient toujours mener des attaques à petite échelle contre l'archipel japonais avec des appareils embarqués sur des porte-avions. Le gouvernement décida de ne pas développer de fortes défenses pour faire face à la menace d'une attaque aérienne car les ressources industrielles du pays n'étaient pas capables de mener des opérations offensives en Chine et dans le Pacifique et des opérations défensives en métropole.

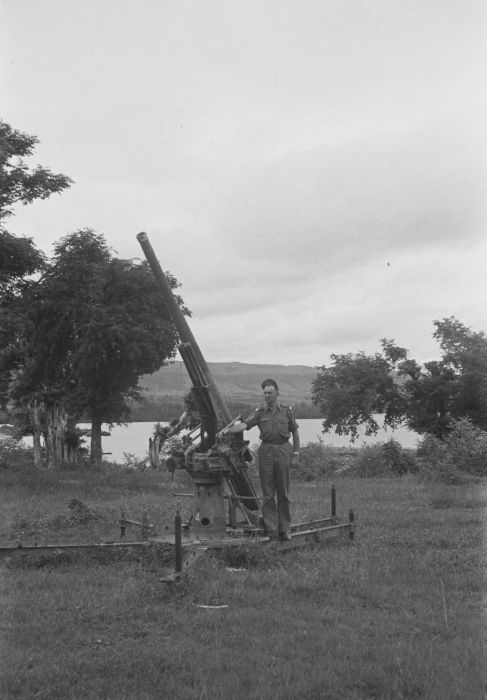
Canon antiaérien japonais Type 88 de calibre 75 mm en 1949. Avec 2000 exemplaires construits entre la fin des années 1920 et la reddition du Japon, il s'agit de la principale pièce d'artillerie anti-aérienne de l'armée impériale japonaise mais elle est inefficace contre les bombardements à haute altitude.

Peu d'unités aériennes et de batteries anti-aériennes étaient stationnées dans l'archipel japonais durant les premiers mois de la guerre du Pacifique. Le Commandement général de défense (CDG) avait été formé en juillet 1941 pour superviser la défense des îles principales mais toutes les unités de combat dans la région étaient assignées à quatre districts militaires régionaux (les districts Nord, Est, Centre et Ouest) qui étaient directement responsables devant le ministère de la Guerre. En conséquence, les fonctions du CDG étaient limitées à la coordination des communications entre le quartier-général impérial, la plus haute autorité militaire du Japon, et les districts militaires. Au début de l'année 1942, les forces allouées à la défense du Japon comprenaient cent appareils du Service aérien de l'Armée impériale japonaise (SAAIJ) et deux cents appareils du Service aérien de la Marine impériale japonaise (SAMIJ), dont la plupart étaient obsolètes, ainsi que cinq cents canons anti-aériens affectés à l'armée de terre et deux cents à la marine. La plupart des formations du SAAIJ et du SAMIJ étaient des unités d'entraînement qui n'étaient donc pas vraiment capables de s'opposer aux attaques alliées. L'armée de terre opérait également un réseau de postes d'observation civils et militaires afin de prévenir de l'approche des bombardiers et elle commençait à mettre en place des stations radars. Le commandement et le contrôle des défenses aériennes étaient fragmentés et le SAAIJ et le SAMIJ ne coordonnaient pas leurs activités et communiquaient rarement ensemble. Par conséquent, les forces étaient incapables de réagir à une attaque aérienne soudaine.
Les villes japonaises étaient particulièrement vulnérables aux bombes incendiaires à cause de la structure de l'habitat et du mauvais état des organisations de sécurité civile. Les centres urbains étaient très densément peuplés et de nombreux bâtiments étaient construits avec des matériaux très inflammables comme le papier et le bois. De plus, les complexes industriels et militaires se trouvaient souvent en zone urbaine et étaient donc entourés par des quartiers résidentiels densément peuplés,. Malgré leur vulnérabilité, peu de villes avaient des unités de pompiers professionnels et beaucoup reposaient sur des volontaires. Ces forces de lutte contre l'incendie ne disposaient pas d'équipements modernes et employaient des tactiques obsolètes. Des exercices d'entraînement en prévision de bombardements aériens étaient organisés à Tokyo et Osaka depuis 1928 et à partir de 1937, les gouvernements locaux durent distribuer aux civils des manuels expliquant comment réagir lors d'une attaque aérienne. Peu d'abris anti-aériens et d'installations de défense pour les civils et l'industrie avaient été construits avant la guerre du Pacifique.

## Premières attaques

### Raid de Doolittle

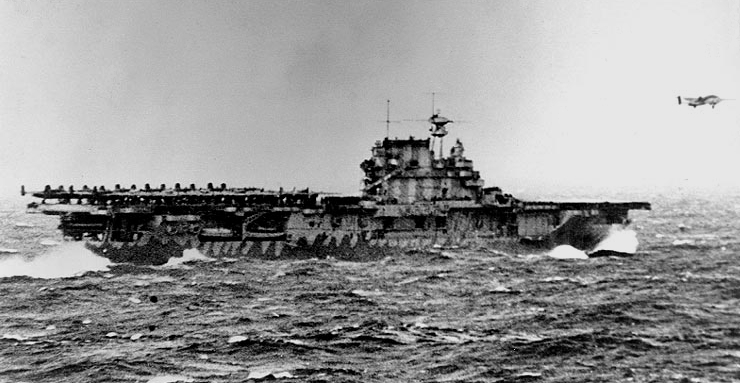
Un B-25 Mitchell décolle de l' le 18 avril 1942.

Les appareils de l'USAAF bombardèrent le Japon pour la première fois au mois d'avril 1942. Au cours d'une opération menée principalement pour remonter le moral des Américains, seize bombardiers moyens B-25 Mitchell furent embarqués à San Francisco à bord du porte-avion USS Hornet pour les amener à proximité du Japon. Ces appareils furent lancés le 18 avril et bombardèrent des cibles à Tokyo, Yokohama, Yokosuka, Nagoya et Kobe. Les défenses anti-aériennes japonaises furent prises par surprise et tous les B-25 s'échappèrent sans gros dégâts. Ils continuèrent vers la Chine et l'Union soviétique mais plusieurs s'écrasèrent dans les territoires tenus par les Japonais à cause du manque de carburant. Les pertes japonaises s'élevèrent à 87 tués et 462 blessés. 112 maisons furent détruites.
Même si le raid de Doolitle causa peu de dégâts, il eut d'importantes conséquences. L'attaque remonta le moral des États-Unis et son commandant, le lieutenant-colonel James H. Doolittle, fut considéré comme un héros. La réponse déplorable des défenses anti-aériennes embarrassa le commandement militaire japonais et quatre escadrilles de chasseurs furent rapatriées de leurs bases dans le Pacifique pour défendre l'archipel japonais. Afin de prévenir de nouveaux raids, le SAMIJ lança une offensive dans le Pacifique qui se termina par une défaite lors de la bataille de Midway. L'armée japonaise mena également une offensive en Chine pour capturer les aérodromes sur lesquels les aviateurs américains voulaient se poser. L'offensive remplit ses objectifs et entraîna la mort de 250 000 soldats et civils chinois principalement lors de crimes de guerre. La marine commença également à développer des ballons-bombes pour bombarder les États-Unis dans le cadre du projet Fugo.

### Bombardement des îles Kouriles
Après le raid de Doolitle, des attaques aériennes contre le Japon furent menées dans les îles Kouriles au milieu de l'année 1943. La libération de l'île d'Attu en mai 1943 lors de la campagne des îles Aléoutiennes offrit une base avancée pour les bombardiers de l'USAAF. Dans le cadre des préparatifs de la libération de Kiska dans les îles Aléoutiennes, la 11th USAAF réalisa des bombardements dans les Kouriles pour neutraliser les forces aériennes japonaises basées sur place. La première de ces attaques fut menée le 10 juillet par huit B-25 contre Choumchou et Paramouchir. L'archipel fut de nouveau attaqué le 18 juillet par six B-24 et l'invasion de Kiska (opération Cottage) se fit sans résistance le 15 août.
La 11th USAAF et la marine américaine continuèrent de mener des raids à petite échelle dans les Kouriles jusqu'à la fin de la guerre. Les attaques furent suspendues durant cinq mois lorsque neuf des 20 B-24 et B-25 furent perdus lors d'une attaque le 11 septembre 1943 mais les raids des US Navy PBY Catalinas se poursuivirent. En réponse aux attaques américaines, la Marine impériale japonaise (MIJ) créa la flotte de la zone nord-est en août 1943 et en novembre de la même année, les forces d'interception japonaises dans les Kouriles et Hokkaido atteignirent un pic avec 260 chasseurs. La 11th USAAF reprit son offensive en février 1944 après avoir reçu le renfort de deux escadrons de chasseurs d'escorte P-38 Lightning et elle continua de bombarder des cibles dans les Kouriles jusqu'en juin 1945. Si ces attaques causèrent peu de dégâts, elles forcèrent les Japonais à déployer d'importants moyens militaires pour éviter une potentielle invasion américaine de ces îles.

## OpérationMatterhorn

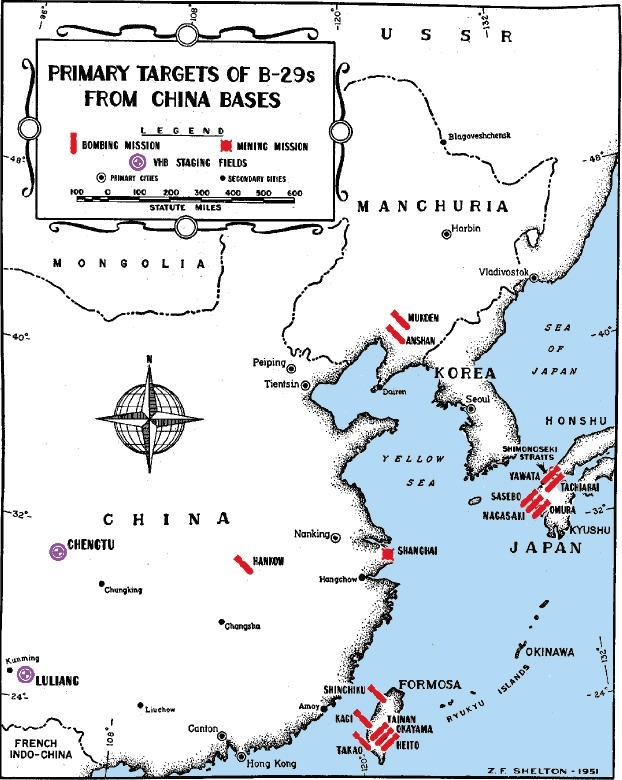
Emplacement des bases des bombardiers B-29 en Chine et leurs principales cibles lors de l'opération Matterhorn.

### Préparatifs
À la fin de l'année 1943, le Comité des chefs d'États-majors interarmées américain approuva le lancement d'une campagne de bombardement stratégique contre l'archipel japonais et l'Asie de l'Est en déployant des B-29 en Inde et en créant des bases avancées en Chine. Cette stratégie, appelée opération Matterhorn, impliqua la construction d'aérodromes près de Chengdu pour ravitailler les B-29 en route depuis leurs bases dans le Bengale en direction du Japon. Chennault, à présent commandant de la 14th USAAF en Chine, défendit la construction de bases aériennes près de Guilin mais la zone fut jugée trop vulnérables à une attaque. Néanmoins, cette décision de construire des aérodromes à Chengdu limitait les attaques à Kyūshū, seule île de l'archipel japonais dans le rayon d'action de 2 600 km des B-29.
Le XX Bomber Command reçut la responsabilité de l'opération Matterhorn et ses équipes au sol commencèrent à quitter les États-Unis en décembre 1943,. La 20th USAAF fut formée en avril 1944 pour superviser toutes les opérations des B-29. Le commandant de l'USAAF, le général Henry H. Arnold, prit le commandement personnel de cette unité et la dirigea depuis le Pentagone à Washington. Le 58e escadron de bombardement était la principale unité de combat du XX Bomber Command et son redéploiement du Kansas vers l'Inde se déroula entre avril et le milieu du mois de mai 1944.
Les Japonais commencèrent à transférer des chasseurs depuis l'archipel japonais en Chine et dans le Pacifique au début de l'année 1944 en prévision des attaques des B-29. Les services de renseignement japonais apprirent la construction des bases de B-29 en Inde et en Chine et l'état-major commença à développer des plans pour contrer ces attaques. Les trois escadrons du SAAIJ stationnées à Honshū et Kyūshū devinrent des divisions aériennes entre mars et juin. À la fin du mois de juin, les unités de défense comprenaient 260 chasseurs et pouvaient en rassembler 500 autres en cas d'urgence,,. De nouvelles batteries antiaériennes et des unités de projecteurs furent également créées pour protéger les grandes villes et les bases militaires. L'autorité du CGD fut renforcée lorsque les unités des districts Est, Centre et Ouest furent placées sous son commandement en mai. Les unités de chasseurs du SAMIJ stationnées à Kure, Sasebo et Yokosuka furent également assignées au CGD en juillet mais la coordination entre les unités du CGD et le plus petit nombre d'appareils de la marine fut difficile,,. Malgré ces améliorations, la défense aérienne du Japon restait insuffisante car peu d'appareils et de canons antiaériens pouvaient effectivement engager les B-29 à leur altitude de croisière de 9 000 m et le nombre de stations radars capables de repérer à l'avance l'approche des formations de bombardiers était insuffisant.

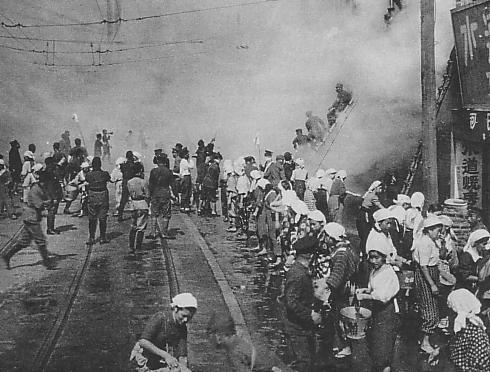
Des civils participent à un exercice d'incendie en 1942.

Le gouvernement japonais chercha également à améliorer les défenses civiles en réponse au raid de Doolitle et aux probables futures attaques. Le gouvernement délégua la construction des abris antiaériens civils aux préfectures. Cependant, peu d'entre eux furent construits du fait des pénuries de béton et d'acier. En octobre 1943, le ministère des Affaires intérieures ordonna aux habitants des grandes villes de construire leurs propres abris bien que ces derniers ne soient souvent qu'une simple tranchées. Des abris sophistiqués furent construits pour protéger les commandements militaires et pour protéger les installations de communication. Par conséquent, moins de 2 % des civils avaient accès à des abris à l'épreuve des bombes même si les tunnels et les grottes naturelles pouvaient être utilisés. Après le déclenchement de la guerre, le gouvernement augmenta le nombre de pompiers même si ces derniers étaient souvent des volontaires sans entraînement ou équipements adéquats. Les civils furent également entraînés à combattre les incendies et encouragés à promettre de répondre aux bombardements.
À partir de l'automne 1943, le gouvernement japonais prit de nouvelles mesures pour préparer les grandes villes aux bombardements américains. Un quartier-général de la défense fut créé en novembre et un programme de démolition de bâtiments pour créer des pare-feux commença le mois suivant. À la fin de la guerre, 614 000 habitations avaient été détruites pour créer des pare-feux, ce qui représentait environ 20 % des destructions de logements au Japon durant la guerre et déplaça 3,5 millions de personnes. À partir de décembre 1943, le gouvernement encouragea également les personnes âgées, les enfants et les femmes à quitter les villes qui seraient les cibles probables des attaques aériennes, et à rejoindre la campagne. En août 1944, 330 000 élèves avaient été évacués avec leurs écoles et 459 000 autres étaient partis à la campagne avec leurs familles. En revanche, il y eut peu d'efforts pour décentraliser l'industrie et la rendre moins vulnérable du fait des importants problèmes logistiques que cela impliquait.

### Attaques depuis la Chine
Le XX Bomber Command commença ses missions contre le Japon au milieu du mois de juin 1944. Le premier raid eut lieu dans la nuit du 15 au 16 juin lorsque 75 B-29 bombardèrent l'aciérie de Yahata dans le nord de Kyūshū. Cette attaque causa peu de dégâts et coûta sept B-29 mais elle fut accueillie avec enthousiasme par les médias américains et indiqua aux civils japonais que la guerre ne tournait pas à l'avantage du Japon,. Les militaires japonais commencèrent à renforcer leurs unités de chasseurs dans l'archipel après l'attaque de Yawata et en octobre, 375 appareils étaient répartis dans les trois divisions de défense aérienne. Ces divisions conservèrent cette force jusqu'en mars 1945. Arnold releva de ses fonctions le commandant du XX Bomber Command, le brigadier-général Kenneth Wolfe, peu après le raid contre Yawata lorsqu'il fut incapable de mener d'autres opérations du fait du manque de réserves dans ses bases en Chine. Le remplaçant de Wolfe fut le major-général Curtis LeMay, un vétéran de la 8th USAAF qui menait des raids contre l'Allemagne.

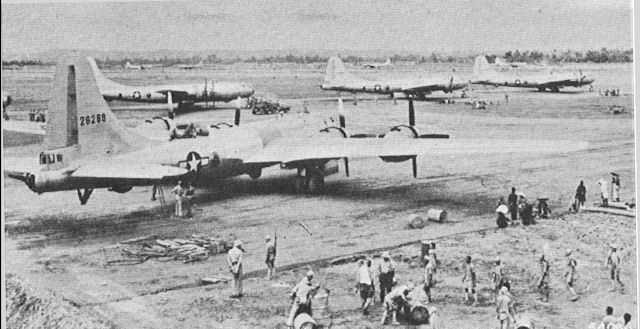
B-29 photographiés peu avant leur participation au raid de Yahata dans la nuit du 15 au 16 août 1944.

Les raids suivants réalisés depuis la Chine ne remplirent pas leurs objectifs. Le second raid eut lieu le 7 juillet avec 17 B-29 bombardant Sasebo, Ōmura et Tobata sans résultats notables et dans la nuit du 10 au 11 août 1944, 24 B-29 attaquèrent Nagasaki. Le 20 août, la formation de bombardiers américains en route vers Yamata fut interceptée par plus de cent chasseurs. Douze des 61 B-29 furent détruits dont un lors d'un abordage volontaire. La propagande japonaise revendiqua la destruction de cent bombardiers et l'une des épaves fut exposée à Tokyo. L'efficacité du XX Bomber Command s'améliora après que LeMay eut instauré un programme d'entraînement et amélioré l'organisation de la maintenance des bombardiers en août et septembre. Un raid contre Ōmura le 25 octobre détruisit la petite usine aéronautique de la ville mais une seconde attaque le 11 novembre échoua. La ville fut à nouveau attaquée par 61 B-29 le 21 novembre et par 17 bombardiers le 19 décembre. Le XX Bomber Command mena son neuvième et dernier raid sur le Japon le 6 janvier 1945 lorsque 28 B-29 attaquèrent encore une fois Ōmura. Durant la même période, les États-Unis conduisirent plusieurs attaques contre des cibles en Mandchourie, en Chine et à Formose depuis leurs bases en Chine, de même que des raids en Asie du Sud-Est depuis l'Inde britannique. Le XX Bomber Command mena une dernière mission depuis l'Inde contre Singapour le 29 mars ; ses unités de combat furent ensuite redéployées dans les îles Mariannes.
Dans l'ensemble, l'opération Matterhorn fut un échec. Les neuf raids menés contre le Japon depuis les bases chinoises ne permirent que de détruire l'usine aéronautique d'Ōmura. Le XX Bomber Command perdit 125 appareils lors de toutes ses opérations depuis l'Inde et la Chine mais seulement une vingtaine furent détruits par les forces japonaises ; la grande majorité des pertes fut causée par des accidents,. Les bombardements eurent un impact limité sur le moral de la population japonaise mais ils obligèrent les militaires japonais à renforcer les défenses de l'archipel japonais aux dépens d'autres zones d'opérations. Ces résultats ne justifiaient cependant pas les importantes ressources que les Alliés avaient allouées à l'opération. De plus, la diversion d'une partie du ravitaillement pour soutenir les opérations du XX Bomber Command a pu empêcher la 14th USAAF de mener des actions plus efficaces contre les positions et le commerce maritime japonais. Selon l'évaluation officielle de l'USAAF, la difficulté d'acheminer le matériel et les ressources nécessaires en Inde et en Chine fut le facteur le plus important dans l'échec de l'opération Matterhorn même si les problèmes techniques des B-29 et l'inexpérience de leurs équipages a également joué un rôle. Les mauvaises conditions météorologiques fréquentes au-dessus du Japon ont aussi limité l'efficacité des B-29 car les équipages qui parvenaient à atteindre leurs cibles étaient souvent incapables de larguer leurs bombes avec précision du fait des forts vents ou de la couverture nuageuse.

## Premières attaques depuis les îles Mariannes
Les forces américaines envahirent Guam, Saipan et Tinian dans les îles Mariannes entre juin et août 1944 dans le cadre de l'opération Forager. L'USAAF et les unités de génie de la marine construisirent rapidement six bases aériennes pour accueillir des centaines de B-29. Ces bases étaient bien mieux situées que celles de Chine pour soutenir une campagne de bombardement stratégique contre le Japon car elles pouvaient être facilement ravitaillées par la mer et se trouvaient à 2 400 km au sud de Tokyo, ce qui permettait aux B-29 de frapper une grande partie de l'archipel japonais. Les Japonais menèrent plusieurs attaques contre l'aérodrome de Saipan alors que celui-ci était en construction.

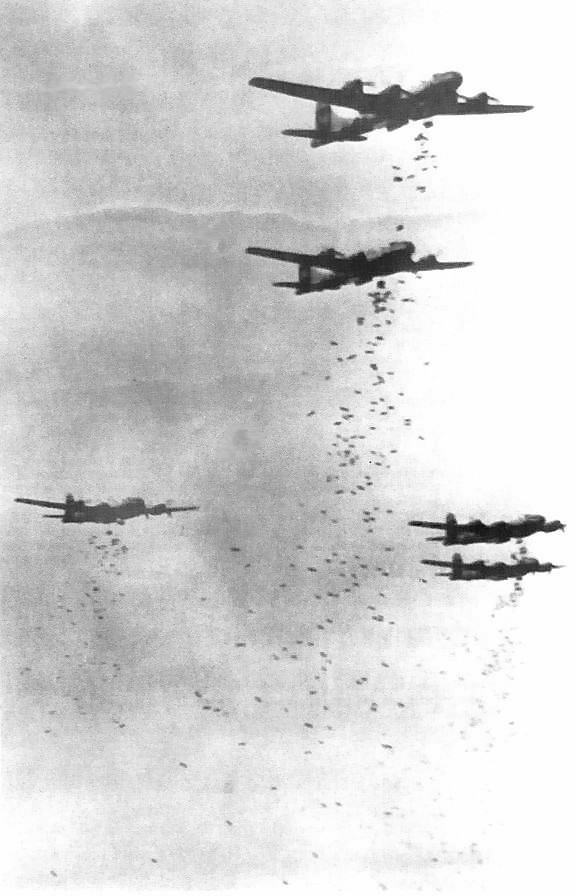
B-29 larguant leurs bombes sur le Japon.

Le XXI Bomber Command de la 20th USAAF commença à arriver dans les îles Mariannes en octobre 1944. L'unité était menée par le brigadier-général Haywood S. Hansell, qui avait également participé aux opérations contre l'Allemagne au sein de la 8th USAAF. Les B-29 du XXI Bomber Command réalisèrent six missions d'entraînement contre des cibles dans le Pacifique Central avant leur première attaque contre le Japon. Le 1er novembre, un B-29 modèle F-13 de reconnaissance survola Tokyo ; il s'agissait du premier appareil américain survolant la ville depuis le raid de Doolittle. D'autres missions de reconnaissance furent conduites au milieu du mois de novembre pour localiser les usines aéronautiques et navales de la région de Tokyo-Yokosuka. Les F-13 étaient généralement capables d'éviter les tirs de la DCA et les nombreux chasseurs lancés à leur poursuite grâce à leur grande vitesse et à leur altitude de croisière supérieure.
Les premières attaques du XXI Bomber Command ciblèrent initialement l'industrie aéronautique japonaise. Le premier raid, de nom de code opération San Antonio I eut lieu le 24 novembre 1944 contre l'usine de Musashino dans la banlieue de Tokyo. Seuls 24 des 111 B-29 attaquèrent la cible principale, les autres bombardèrent les infrastructures portuaires et les zones industrielles et résidentielles. Les appareils américains furent interceptés par 125 chasseurs japonais mais un seul B-29 fut abattu. Cette attaque causa quelques dégâts à l'usine aéronautique et elle réduisit la confiance des civils japonais dans la défense aérienne du pays. En réponse, le SAAIJ et le SAMIJ accrurent leurs attaques aériennes contre les bases des B-29 dans les Mariannes à partir du 27 novembre. Ces raids continuèrent jusqu'en janvier 1945 et entraînèrent la destruction de 11 B-29 et l'endommagement de 43 autres au prix de 37 appareils japonais abattus. La marine commença également à lancer ses ballons-bombes contre les États-Unis en novembre. Cette campagne causa très peu de dégâts et fut abandonnée en mars 1945. À ce moment, 9 000 ballons avaient été lancés mais seuls 285 furent signalés comme ayant atteint le territoire continental des États-Unis.
Les raids suivants contre le Japon ne furent pas des réussites. Le XXI Bomber Command attaqua Tokyo trois fois entre le 27 novembre et le 3 décembre ; deux raids visaient l'usine aéronautique de Musashino tandis que l'autre utilisa des bombes à sous-munitions incendiaires de type M-69 pour bombarder une zone industrielle. Les attaques contre l'usine aéronautique du 27 novembre et du 3 décembre ne causèrent que des dégâts légers car les forts vents et la couverture nuageuse empêchèrent un bombardement précis. Le bombardement incendiaire de la nuit du 29 au 30 novembre mené par 29 B-29 ne détruisit que 0,25 km2 et fut jugé infructueux par l'état-major.

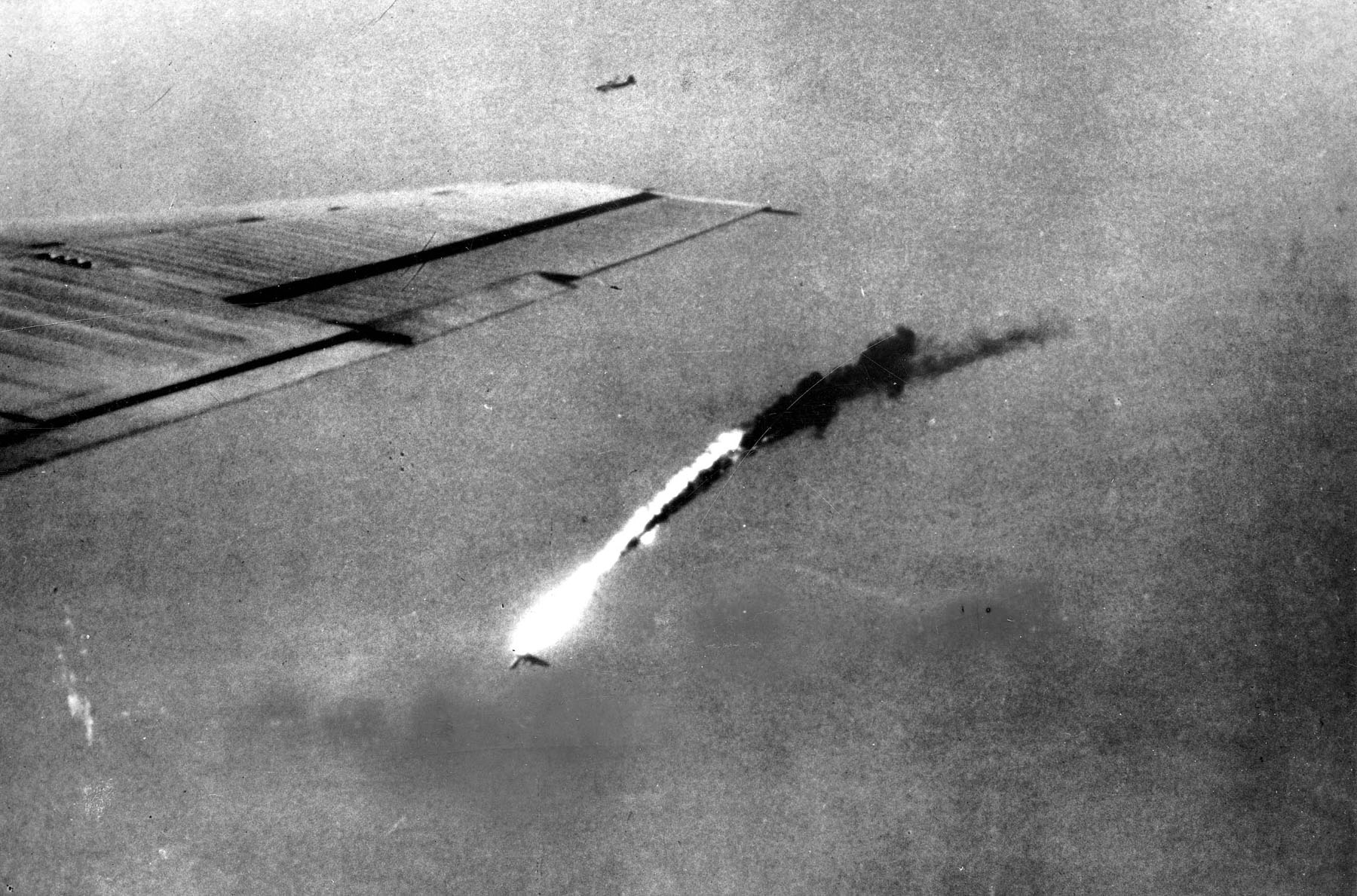
Un B-29 en perdition après avoir été touché par un tir direct de la DCA japonaise.

Quatre des cinq raids suivants du XXI Bomber Command furent menés contre Nagoya. Les deux premières attaques, les 13 et 18 décembre, utilisèrent des tactiques de bombardement de précision et les usines aéronautiques de la ville furent endommagées. Le troisième raid fut une attaque incendiaire de jour conduite par cent B-29 armés de bombes M-69 afin de tester l'efficacité de ces armes contre une ville japonaise. Hansell contesta cet ordre car il considérait que les attaques de précision commençaient à porter leurs fruits et que le bombardement de zone serait contre-productif mais il accepta après qu'on lui a assuré que cela ne représentait pas un changement général des tactiques de bombardement. Malgré ces changements dans l'armement, le raid du 22 décembre fut planifié comme une attaque de précision contre une usine aéronautique avec seulement 78 bombardiers mais le mauvais temps empêcha de causer des dégâts importants. Le XXI Bomber Command bombarda à nouveau l'usine de Musashino près de Tokyo le 27 décembre mais sans l'endommager. Le 3 janvier, 97 B-29 menèrent un bombardement de zone à Nagoya. Celle-ci déclencha plusieurs incendies qui furent néanmoins rapidement circonscrits.
À la fin du mois de décembre 1944, Arnold, déçu des résultats du XXI Bomber Command, décida de relever Hansell de son commandement et de le remplacer par LeMay. De plus, la préférence de Hansell pour le bombardement de précision n'était plus en phase avec les vues de l'état-major de la 20th USAAF qui souhaitait développer l'attaque de zone. Du fait de son succès dans l'amélioration des performances du XX Bomber Command, LeMay était considéré comme capable de résoudre les problèmes du XXI Bomber Command. Hansell fut informé de la décision d'Arnold le 6 janvier mais il resta à son poste jusqu'au milieu du mois. Durant cet intervalle, le XXI Bomber Command mena deux bombardements de précision contre respectivement l'usine aéronautique de Musashino près de Tokyo et l'usine aéronautique Mitsubishi de Nagoya les 9 et 14 janvier ; les deux opérations ne causèrent pas de dommages importants. La dernière attaque planifiée par Hansell eut cependant plus de succès : une escadrille de 77 B-29 détruisit une usine Kawasaki près d'Akashi le 19 janvier. Durant ses trois premiers mois d'opérations, le XXI Bomber Command perdait en moyenne 4,1 % des appareils participant à un raid.
À la fin du mois de janvier 1945, le quartier-général impérial japonais adopta tardivement un plan de défense civile pour contrer les raids américains. Ce plan déléguait la responsabilité de la lutte contre l'incendie aux conseils de quartiers et aux groupes de voisinage car les unités de pompiers professionnels étaient à court de main d'œuvre. Les civils devaient respecter un black-out à partir de 22 h. Les positions japonaises dans les îles Bonin étaient généralement capables d'informer de l'approche des formations de bombardiers une heure à l'avance et les sirènes étaient déclenchées dans les villes menacées par les attaques.
Les premières attaques menées sous la direction de LeMay connurent des résultats mitigés. Le XXI Bomber Command réalisa six missions d'importance entre le 23 janvier et le 19 février qui causèrent peu de dégâts même si un raid incendiaire contre Kobe le 4 février causa d'importants dégâts à la ville et aux principales usines. De plus, alors que des procédures de maintenance améliorées permirent de réduire le nombre de B-29 qui devaient revenir à la base à cause de problèmes techniques, les pertes passèrent à 5,1 % des appareils engagés. Du 19 février au 3 mars, le XXI Bomber Command mena une série de bombardements de précision contre les usines aéronautiques japonaises dans le but d'empêcher l'aviation japonaise de consacrer des moyens suffisants à la bataille d'Iwo Jima. Cependant, ces attaques furent gênées par les forts vents et la couverture nuageuse et les dégâts furent limités. Une attaque incendiaire contre Tokyo le 25 février menée par 172 B-29 fut considérée comme un succès car elle détruisit 2,5 km2 de zone urbaine. Cette attaque était un test de grande échelle afin d'évaluer l'efficacité du bombardement incendiaire.
De nombreux facteurs expliquent les mauvais résultats de la campagne de bombardement de précision du XXI Bomber Command. Le plus important fut la météorologie ; les formations américaines rencontraient fréquemment de forts vents et une épaisse couverture nuageuse qui réduisait fortement la précision des bombardements. De plus, les nombreux fronts météorologiques entre les îles Mariannes et le Japon entrainaient la dislocation des formations de bombardiers et causaient des problèmes de navigation. L'efficacité fut également réduite par les mauvaises pratiques de maintenance des B-29 et par la saturation des aérodromes. Ces facteurs réduisaient le nombre d'appareils disponibles pour les opérations et compliquaient le processus de réparation des bombardiers.

## Bombardements incendiaires

### Changement de tactiques
Les stratèges de l'USAAF commencèrent à évaluer la faisabilité d'une campagne de bombardements incendiaires contre les villes japonaises en 1943. Les principales installations industrielles japonaises étaient vulnérables à de telles attaques car elles se concentraient dans plusieurs grandes villes et une grande partie de la production se faisait dans de petits ateliers dans les zones urbaines. Les stratèges estimèrent qu'une attaque incendiaire contre les six plus grandes villes japonaises pourrait endommager près de 40 % des complexes industriels et entrainer la perte de 7,6 millions de mois de travail. Les estimations prévoyaient également que ces attaques tueraient plus de 500 000 personnes, feraient environ 7,75 millions de sans-abris et entraineraient l'évacuation de 3,5 millions d'habitants. L'USAAF testa l'efficacité des bombes incendiaires sur des bâtiments de type japonais sur la base d'Eglin en Floride et sur le « village japonais » au Dugway Proving Ground. Les militaires américains envisagèrent également d'accrocher des bombes incendiaires à des chauves-souris devant être larguées par avion au-dessus des villes japonaises mais le projet fut abandonné en 1944.
Compte tenu des faibles résultats de la campagne de bombardements de précision et le succès du raid du 25 février contre Tokyo, LeMay décida de commencer des attaques incendiaires contre les principales villes japonaises au début du mois de mars. Cela était en accord avec la directive de ciblage d'Arnold pour le XXI Bomber Command spécifiant que les attaques des zones urbaines étaient la seconde priorité après le bombardement des usines aéronautiques. La directive avançait également que les raids incendiaires devaient être menés une fois que les bombes M-69 auraient été testées au combat et que le nombre de B-29 disponibles était suffisant pour lancer une campagne intensive. LeMay ne chercha pas l'approbation spécifique d'Arnold avant de lancer sa campagne de bombardements incendiaires pour éviter que les commandants de l'USAAF ne soient critiqués si les attaques étaient inefficaces. Le chef d'état-major de la 20th USAAF, le brigadier-général Lauris Norstad, fut néanmoins averti du changement de tactique pour qu'il puisse fournir un soutien. Pour maximiser l'efficacité des bombardements, LeMay ordonna aux B-29 de voler à seulement 1 500 m d'altitude et de nuit ; il s'agissait d'un changement significatif par rapport aux tactiques standards qui consistaient à voler de jour et à haute altitude. Comme la chasse de nuit du Japon était faible et que la défense anti-aérienne était moins efficace de nuit, LeMay fit retirer la plupart des canons défensifs des B-29 pour les alléger et leur permettre d'emporter plus de bombes. Ces changements n'étaient pas populaires auprès des équipages qui se sentaient plus en sécurité en volant à haute altitude à bord d'appareils lourdement armés.

### Campagne de mars

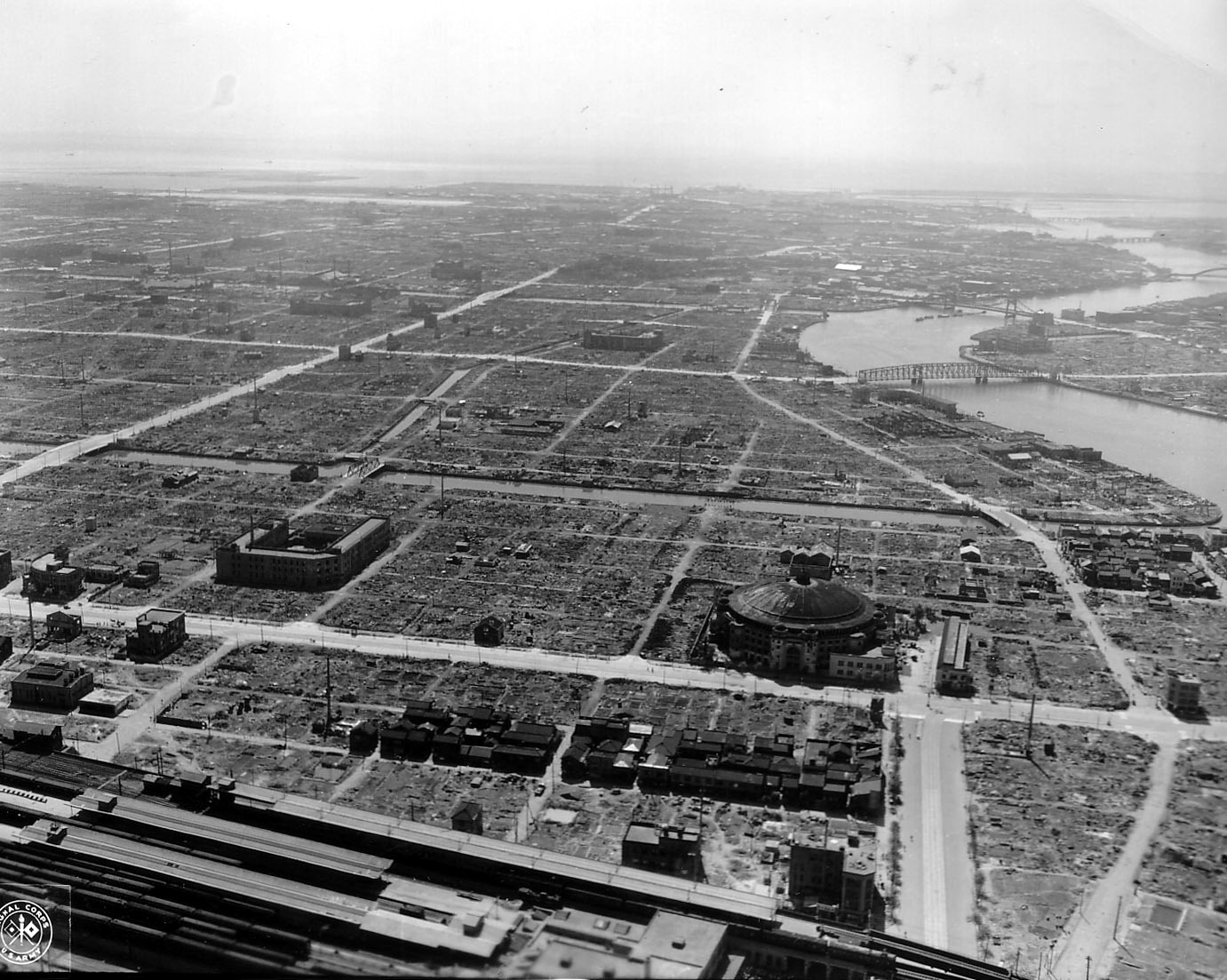
Vue aérienne de Tokyo après la guerre.

La première attaque incendiaire fut menée contre Tokyo dans la nuit du 9 au 10 mars et fut le raid le plus destructeur de la guerre. Le XXI Bomber Command rassembla toutes ses forces et dans l'après-midi du 9 mars, 346 B-29 décollèrent des îles Mariannes en direction de Tokyo. Ils commencèrent à arriver au-dessus de la ville à 2 h, heure de Guam, le matin du 10 mars et 279 bombardiers larguèrent 1 665 t de bombes. La tempête de feu qui en résulta submergea la défense civile de Tokyo et détruisit 41 km2 de bâtiments soit 7 % de la zone urbaine. La police japonaise estima qu'il y eut 83 793 morts, 40 918 blessés et plus d'un million de sans-abris ; les estimations d'après-guerre situent le nombre de tués entre 80 000 et 100 000,. L'industrie de guerre de Tokyo fut également considérablement touchée. L'opposition japonaise fut relativement faible ; 14 B-29 furent perdus à cause de la DCA ou de problèmes mécaniques et 42 autres furent endommagés par les tirs anti-aériens. Après cette attaque contre Tokyo, le gouvernement japonais ordonna l'évacuation de tous les élèves des écoles primaires des grandes villes, et 87 % d'entre eux avaient été emmenés à la campagne au début du mois d'avril.
Le XXI Bomber Command lança d'autres raids similaires contre les grandes villes japonaises. Le 11 mars, 310 B-29 furent envoyés contre Nagoya (voir bombardements de Nagoya). Le bombardement fut réparti sur une plus grande superficie que contre Tokyo et l'attaque causa moins de dégâts. 5,3 km2 de surface urbaine furent néanmoins rasés et les Japonais ne parvinrent à détruire aucun bombardier. Dans la nuit du 13 au 14 mars, 274 B-29 attaquèrent Osaka et détruisirent 21 km2 pour la perte de deux appareils. Kobe fut la cible suivante de la campagne de bombardements incendiaires et elle fut bombardée dans la nuit du 16 au 17 mars par 331 B-29. La tempête de feu détruisit 18 km2, soit la moitié de sa superficie, et les Américains ne perdirent que trois appareils. Nagoya fut de nouveau bombardée dans la nuit du 18 au 19 mars et 7,6 km2 furent rasés. Seul un appareil fut abattu durant le raid et tous ses membres d'équipage furent secourus après que l'appareil se soit posé en mer. Cette attaque marqua la fin de la première campagne de bombardements incendiaires car le XXI Bomber Command avait utilisé toutes ses bombes. Un bombardement de précision nocturne fut lancé contre l'usine de moteurs pour avions Mitsubishi dans la nuit du 23 au 24 mars mais les résultats ne furent pas au rendez-vous et cinq des 252 appareils furent abattus. Les B-29 commencèrent également à larguer des tracts de propagande appelant les civils japonais à renverser leur gouvernement ou à subir de vastes destructions.
L'USAAF estima que la campagne de bombardements incendiaires avait été un grand succès et nota que les pertes américaines durant ces attaques avaient été très inférieures à celles lors des bombardements de précision. Le Joint Target Group (JTG), qui était l'organisme chargé du développement des stratégies aériennes contre le Japon, développa des plans pour une campagne en deux étapes contre 22 villes japonaises. Le JTG recommanda néanmoins que les bombardements de précision contre les principales cibles industrielles continuent en parallèle. Si cette campagne était conçue pour préparer l'invasion alliée du Japon, LeMay et certains membres de l'état-major de Arnold considéraient qu'elle pourrait à elle seule forcer le Japon à se rendre,.
La campagne de mars avait démontré l'incapacité des militaires japonais à protéger l'espace aérien du pays. En plus des dégâts dans les villes touchées, les attaques entrainèrent également une hausse de l'absentéisme car les civils avaient peur de quitter leurs maisons pour des usines qui pourraient être bombardées. Les défenses aériennes furent renforcées mais restaient inadaptées ; seuls 450 chasseurs étaient assignés à des missions défensives en avril.

### Destruction des principales villes japonaises

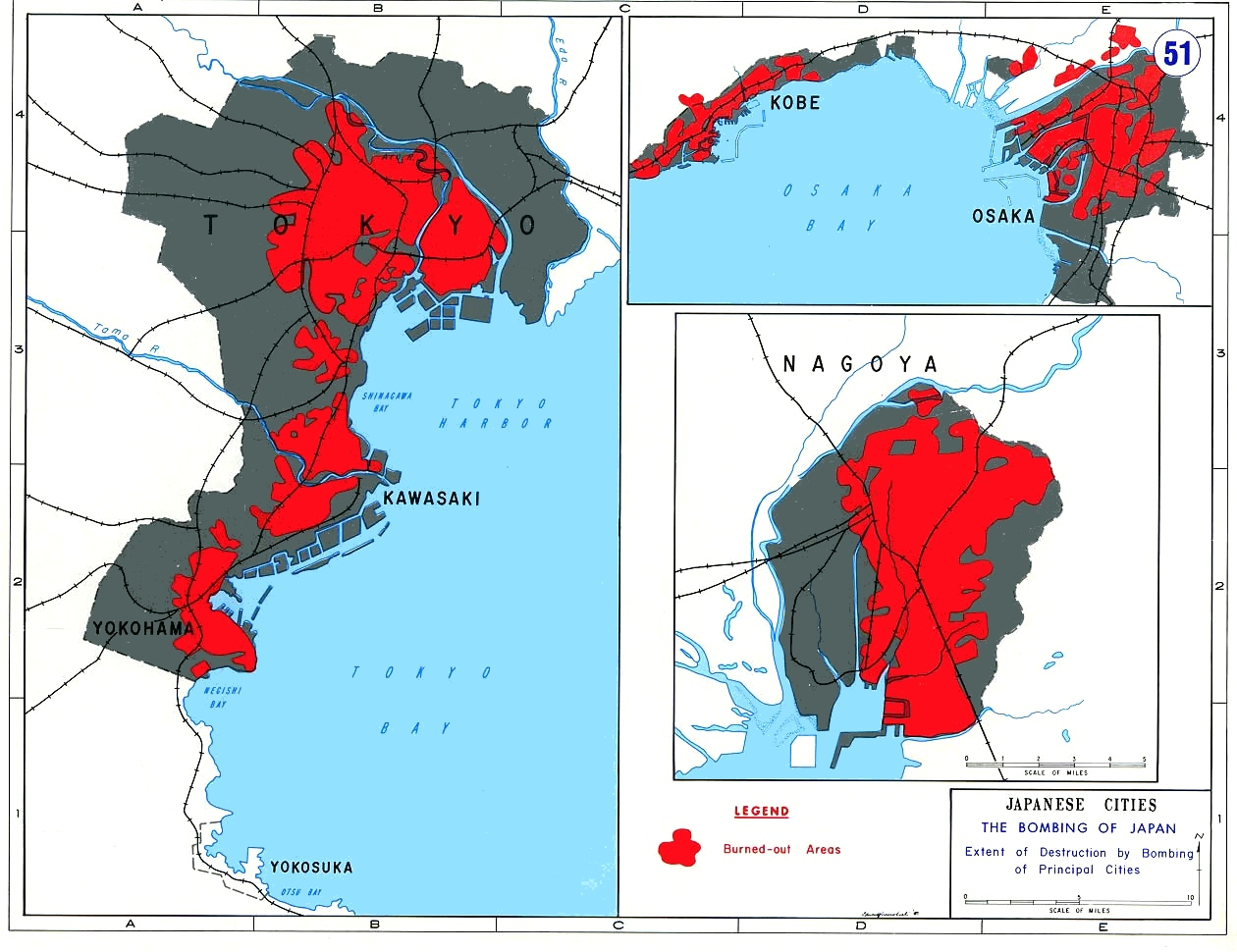
Cartes des destructions dans les principales villes japonaises à la fin de la guerre.

Le lancement de la nouvelle campagne de bombardements incendiaires fut retardé car, de la fin mars à la mi-mai, le XXI Bomber Command fut utilisé pour bombarder des bases aériennes dans le sud du Japon en soutien de l'invasion d'Okinawa, une île située juste au sud de l'archipel japonais. Avant les débarquements du 1er avril, le XXI Bomber Command attaqua des aérodromes à Ōita et Tachiarai de même qu'une usine aéronautique à Ōmura le 27 mars et bombarda à nouveau Ōita et Tachiarai le 31 mars. Aucun B-29 ne fut perdu lors de ces raids. À partir du 6 avril, les Japonais lancèrent des attaques kamikazes à grande échelle contre la flotte d'invasion alliée. En réponse, le XXI Bomber Command mena d'importants raids contre les bases aériennes de Kyushu les 8 et 16 avril même si la première de ces attaques fut détournée contre les zones résidentielles de Kagoshima car les aérodromes étaient cachés par les nuages. Du 17 avril au 11 mai, lorsque les B-29 furent libérés de leurs autres tâches, près des trois-quarts de l'effort de guerre du XXI Bomber Command furent consacrés à l'attaque de cibles en soutien direct de la bataille d'Okinawa ; cela inclut 2 104 sorties contre 17 bases aériennes. 24 B-29 furent détruits et 233 autres endommagés lors de ces raids qui ne permirent pas de supprimer complètement les attaques kamikazes depuis ces aérodromes,.
Les villes japonaises furent peu attaquées lors de la bataille d'Okinawa. Le 1er avril, un bombardement de précision fut mené par 121 B-29 contre l'usine aéronautique Nakajima de Tokyo et trois autres raids similaires eurent lieu dans la nuit du 3 avril contre des usines de moteurs à Shizuoka, Koizumi et Tachikawa dans la nuit du 3 avril. Ces raids furent peu efficaces car le XXI Bomber Command n'avaient pas les équipements spécialisés permettant de frapper précisément des cibles lors d'attaques nocturnes. Des petites formations de B-29 attaquèrent Tokyo et la ville voisine de Kawasaki le 4 avril. Deux bombardements de précision à grande échelle furent lancés contre des usines aéronautiques à Tokyo et Nagoya le 7 avril et ils remplirent leurs objectifs. Le raid contre Tokyo fut le premier au cours duquel les bombardiers furent escortés par des chasseurs à long rayon d'action P-51 Mustang du VII Fighter Command basés à Iwo-Jima ; les Américains revendiquèrent la destruction de 101 appareils japonais pour la perte de deux P-51 et sept B-29,. Plus de 250 B-29 bombardèrent trois usines aéronautiques le 12 avril ; durant cette opération, la 73e escadre de bombardement infligea de lourds dégâts à l'usine aéronautique Musashino et affronta 185 chasseurs japonais sans perdre un seul appareil,,. LeMay reprit les bombardements incendiaires nocturnes le 13 avril lorsque 327 B-29 attaquèrent l'arsenal du district de Tokyo et détruisirent 30 km2 dont plusieurs usines d'armement. Le 15 avril, 303 B-29 bombardèrent la région de Tokyo et rasèrent 16 km2 à Tokyo, 9,3 km2 à Kawasaki et 3,9 km2 à Yokohama pour la perte de 12 bombardiers,. Le 24 avril, l'usine de moteurs d'avions Tachikawa à Yamato près de Tokyo fut détruite par 131 B-29. Une attaque contre l'arsenal aérien à Tachikawa six jours plus tard fut annulée du fait de la couverture nuageuse et certains bombardiers attaquèrent la ville d'Hamamatsu à la place. Un autre bombardement de précision fut mené contre l'usine Hiro de Kure le 5 mai qui fut largement endommagée. Cinq jours plus tard, les B-29 bombardèrent des dépôts de carburant à Iwakuni, Ōshima et Toyama. Le 11 mai, une petite formation de B-29 détruisit une usine de fuselages à Konan. Le XXI Bomber Command atteignit sa force maximale en avril lorsque les 58e et 315e escadres de bombardement arrivèrent dans les îles Mariannes ; à ce moment, l'unité comprenait cinq escadres rassemblant un total de 1 002 B-29 et était l'unité aérienne la plus puissante au monde,.

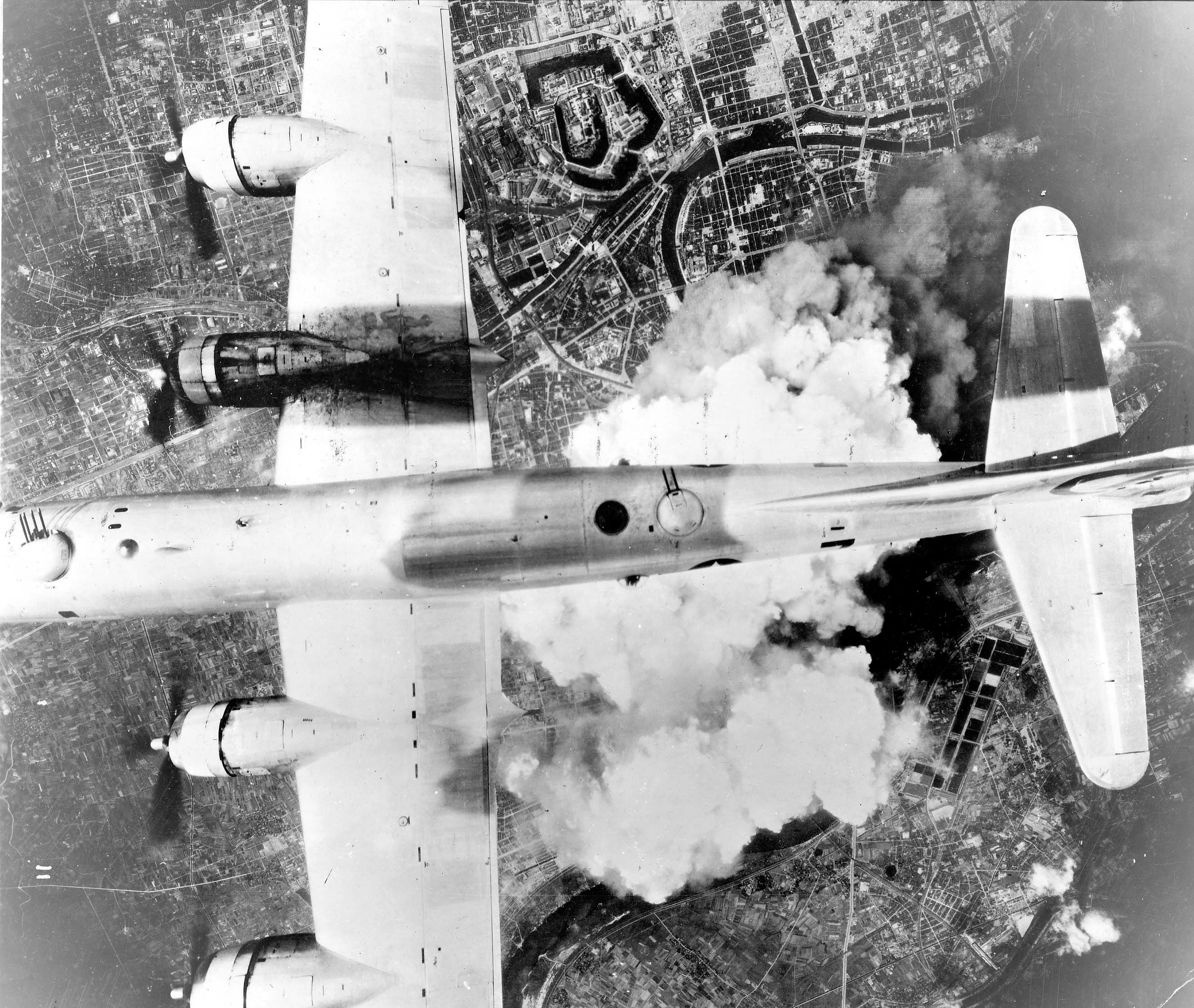
Un B-29 au-dessus d'Osaka le 1er juin 1945.

Après la fin de la campagne d'Okinawa à la fin du mois de mai, le XXI Bomber Command lança une intense campagne de bombardements incendiaires contre les principales villes japonaises. 472 B-29 attaquèrent Nagoya de jour le 13 mai et détruisirent 8,2 km2 de la ville. La défense japonaise détruisit deux B-29 et en endommagea 64 autres ; huit autres furent perdus pour d'autres raisons. Les Américains revendiquèrent la destruction « certaine » de 18 chasseurs japonais, la destruction « probable » de 30 autres et l'endommagement de 16 appareils japonais. Nagoya fut de nouveau attaquée par 457 B-29 dans la nuit du 16 mai et l'incendie qui en découla détruisit 9,9 km2. Les défenses japonaises étaient bien plus faibles de nuit et les trois appareils perdus le furent à cause de problèmes mécaniques. Les deux raids sur Nagoya tuèrent 3 866 personnes et firent 472 701 sans-abris. Le 19 mai, un bombardement de précision inefficace fut mené par 318 B-29 contre l'usine aéronautique Tachikawa. Le XXI Bomber Command lança de nouvelles attaques incendiaires à grande échelle contre Tokyo dans les nuits du 23 et du 25 mai. La première nuit, 520 B-29 rasèrent 14 km2 au sud de Tokyo pour la destruction de 17 appareils et l'endommagement de 69 autres. Lors de la seconde attaque, 502 B-29 détruisirent 44 km2 au centre de la ville dont de nombreux ministères et une grande partie du palais impérial de Tokyo ; les équipages avaient reçu l'ordre de ne pas viser le palais car le gouvernement américain ne voulait pas prendre le risque de tuer l'empereur Hirohito. Les défenses japonaises furent relativement efficaces et 26 B-29 furent abattus et 100 autres endommagés,. À la fin de ces raids, 50,8 % de la surface urbaine de Tokyo avait été détruite et la ville fut retirée de la liste des cibles du XXI Bomber Command. Le dernier grand raid de mai fut un bombardement incendiaire diurne contre Yokohama le 29 mai conduit par 517 B-29 escortés par 101 P-51. La formation fut interceptée par 150 chasseurs A6M Zero et au cours de l'affrontement qui suivit, cinq B-29 furent abattus et 175 autres endommagés. Les pilotes américains revendiquèrent 26 destructions « certaines » et 23 « probables » au prix de 3 chasseurs. Les 454 B-29 qui atteignirent Yokohama bombardèrent le centre-ville et détruisirent 18 km2. Au total, les bombardements de mai avaient détruit 240 km2 représentant 13 % de la surface urbanisée japonaise. Le ministère japonais des Affaires intérieures, Iwao Yamazaki, conclut après ces raids que les dispositifs de la défense civile japonaise étaient « jugés futiles ».
La campagne de bombardements incendiaires contre les grandes villes se termina en juin. Le 1er juin, 521 B-29 et 148 P-51 menèrent un raid diurne contre Osaka. En route vers la ville, les P-51 traversèrent d'épais nuages et 27 chasseurs furent détruits lors de collisions. Néanmoins, 458 B-29 et 27 P-51 arrivèrent au-dessus de la ville et le bombardement tua 3 960 personnes et détruisit 8,2 km2. Le 5 juin 473 B-29 attaquèrent Kobe de jour et détruisirent 11,3 km2 au prix de 11 bombardiers. Une formation de 409 B-29 bombarda à nouveau Osaka le 7 juin ; les Américains ne perdirent aucun appareil et 5,7 km2 furent rasés. Osaka fut bombardé pour la troisième fois dans le mois lorsque 444 B-29 détruisirent 4,9 km2 de la ville et 1,5 km2 d'Amagasaki à proximité le 15 juin. Cette attaque marqua la fin de la première phase de la campagne de bombardement des villes japonaises par le XXI Bomber Command. En mai et juin, les bombardiers avaient détruit la plus grande partie des six plus grandes villes du pays, tués entre 112 000 et 126 762 personnes et fait des millions de sans-abris. Les vastes destructions et les larges pertes poussèrent de nombreux Japonais à réaliser que les militaires n'étaient plus en mesure de protéger l'archipel japonais. Les pertes américaines se limitèrent à la destruction de 136 B-29 lors de cette campagne,,.

## Attaque des petites villes

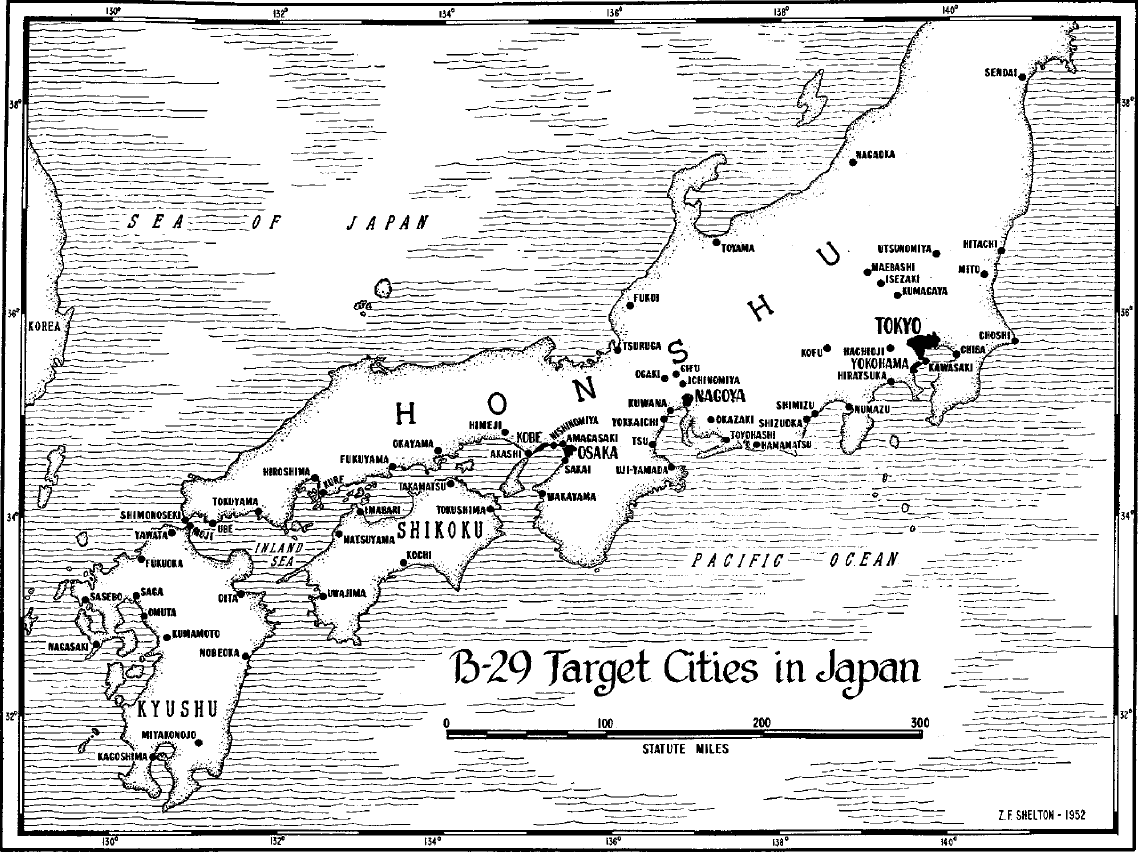
Villes japonaises attaquées par les B-29 durant la Seconde Guerre mondiale.

Au milieu du mois de juin, Arnold se rendit à l'état-major de LeMay à Saipan. Durant cette visite, il approuva la proposition du XXI Bomber Command d'attaquer 25 villes plus petites dont la population allait de 62 280 à 323 000 habitants tout en poursuivant les bombardements de précision contre les cibles importantes. Cette décision fut prise malgré les recommandations de l'équipe de l'United States Strategic Bombing Survey (USSBS), qui évaluait l'efficacité des bombardements stratégiques sur l'Allemagne. Selon elle, les attaques devaient cibler le réseau de transport japonais afin de bloquer le mouvement des marchandises et de la nourriture. Le plan de LeMay comprenait des attaques de précision sur les centres industriels lorsque le ciel au-dessus du Japon était clair et des attaques incendiaires guidées par radar lors des jours couverts. Comme les villes et les zones industrielles étaient relativement petites, les groupes B-29 seraient envoyés contre de multiples cibles. Cette politique de ciblage, appelée « plan Empire », resta en vigueur jusqu'à la fin de la guerre.
Cinq bombardements de précision furent conduits dans le cadre du plan Empire. Le 9 juin, deux groupes de B-29 bombardèrent une usine aéronautique à Narao et deux autres formations attaquèrent une usine à Atsuta-ku ; les deux installations furent gravement endommagées. Un groupe de B-29 tenta également de bombarder une usine Kawasaki à Akashi mais les bombes tombèrent accidentellement sur un village à proximité. Le lendemain, les bombardiers escortés par 107 P-51 détruisirent six usines dans la région de la baie de Tokyo. Le 22 juin, 382 B-29 attaquèrent six cibles à Kure, Kakamigahara, Himeji, Mizushima et Akashi dans le sud de l'île de Honshu. La plupart des installations ciblées furent sérieusement endommagées. Quatre jours plus tard, 510 B-29 escortés par 148 P-51 furent envoyés contre neuf usines dans le sud de Honshu et à Shikoku. Les épais nuages poussèrent de nombreux bombardiers à attaquer des cibles d'opportunité individuellement ou en petits groupes et les installations ciblées furent relativement épargnées. La couverture nuageuse empêcha d'autres bombardements de précision jusqu'au 24 juillet quand 625 B-29 furent envoyés contre sept cibles près de Nagoya et d'Osaka. Quatre des usines attaquées furent sévèrement endommagées. Le retour des nuages empêcha de nouvelles attaques de précision dans les dernières semaines de la guerre.
Le XXI Bomber Command commença ses raids incendiaires contre les petites villes le 17 juin. Cette nuit-là, Hamamatsu, Kagoshima, Ōmuta, Yokkaichi furent toutes attaquées par une escadre de B-29 qui employa les mêmes techniques que celles utilisées contre les grandes villes. Sur les 477 B-29 déployés, 456 atteignirent leur cible et Hamamatsu, Kagoshima, Yokkaichi subirent de vastes destructions ; au total, 15,73 km2 de zone urbaine furent rasés. Les villes étaient quasiment sans défense et aucun B-29 ne fut perdu à la suite d'actions japonaises,. L'opération fut jugée réussie et elle servit de modèle pour les attaques incendiaires du XXI Bomber Command jusqu'à la fin de la guerre. Alors que la campagne se poursuivait et que les villes les plus importantes étaient détruites, les bombardiers furent envoyés contre des villes de faible importance. Généralement, quatre villes étaient attaquées lors des nuits de raid, chacune par une escadre de bombardiers. Des opérations à deux escadres furent cependant menées contre Fukuoka le 19 juin et Ōmuta le 26 juillet. Seize attaques incendiaires multiples furent menées avant la fin de la guerre (soit une moyenne de deux par semaine) et ciblèrent 58 villes. Les raids incendiaires furent coordonnés avec des attaques de précision durant les dernières semaines de la guerre pour essayer de forcer la capitulation du Japon. Comme les petites villes n'étaient pas défendues par la DCA et que la chasse de nuit japonaise était complètement dépassée, seul un B-29 fut détruit lors de cette campagne ; 66 furent endommagés et 18 s'écrasèrent à la suite d'accidents.

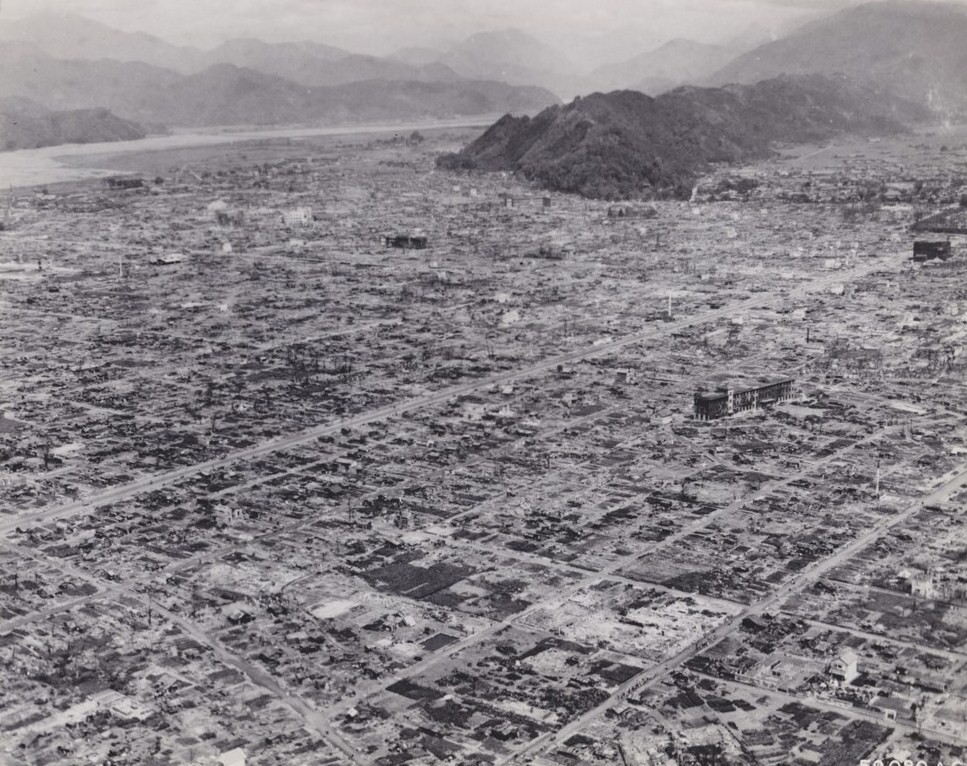
Shizuoka après son bombardement le 19 juin 1945

La campagne de bombardements incendiaires contre les petites villes se poursuivit en juin et en juillet. Dans la nuit du 19 juin, les B-29 ciblèrent Fukuoka, Shizuoka et Toyohashi. Le 28 juin, Moji, Nobeoka, Okayama et Sasebo furent attaqués. Kumamoto, Kure, Shimonoseki et Ube furent bombardés le 1er juillet. Deux nuits plus tard, Himeji, Kōchi, Takamatsu et Tokushima furent bombardés. Le 6 juillet, les raids visèrent Akashi, Chiba, Kōfu et Shimizu-ku. Gifu, Sakai, Sendai et Wakayama furent touchés le 9 juillet. Trois nuits plus tard, les B-29 bombardèrent Ichinomiya, Tsuruga, Utsunomiya et Uwajima. Le 16 juillet, Hiratsuka, Kuwana, Namazu et Ōita furent attaqués. Chōshi, Fukui, Hitachi, Okazaki furent bombardés le 19 juillet. Après une pause d'environ une semaine, Matsuyama, Ōmuta et Tokuyama furent incinérés le 26 juillet.
Le XXI Bomber Command mena également une vaste campagne de propagande en parallèle de ses bombardements incendiaires. Il est estimé que les B-29 ont largué 10 millions de tracts en mai, 20 millions en juin et 30 millions en juillet. Le gouvernement japonais appliqua de sévères punitions contre les civils qui gardaient des copies de ces brochures. Dans la nuit du 27 au 28 juillet, six B-29 larguèrent des tracts au-dessus de 11 villes japonaises avertissant qu'elles seraient prochainement attaquées ; cela était destiné à affaiblir le moral des civils japonais et à les convaincre que les États-Unis cherchaient à réduire les pertes civiles. Six de ces villes (Aomori, Ichinomiya, Tsu, Uji-Yamada Ōgaki et Uwajima) furent attaquées le 28 juillet. Aucun B-29 ne fut perdu lors des raids contre ces villes mais six furent endommagés par les attaques de 40 à 50 chasseurs et cinq autres furent touchés par la DCA.
Le mois d'août 1945 commença avec une campagne à une échelle encore plus importante contre les villes japonaises. Le 1er août, 836 B-29 participèrent au plus grand raid de la Seconde Guerre mondiale. 6 145 t de bombes furent larguées sur Hachiōji, Mito, Nagaoka et Toyama ; elles furent toutes sévèrement endommagées et 99,5 % des bâtiments de Toyama furent détruits,. Les villes de Imabari, Maebashi, Nishinomiya et Saga furent attaquées le 5 août. Ces raids avaient également été précédés par le largage de tracts et par la diffusion d'émission radio depuis Saipan avertissant que les villes seraient attaquées.
À partir de la fin du mois de juin, la 315e escadre de bombardement mena une série de bombardements de précision contre l'industrie pétrolière japonaise, indépendamment des raids incendiaires nocturnes et des attaques de précision diurnes. Les B-29 de l'escadre furent équipés du radar AN/APQ-7 qui permettait des bombardements nocturnes précis. Arrivé dans les îles Mariannes en avril 1945, la 315e mena des missions d'entrainement avant de réaliser sa première attaque contre la raffinerie Utsube de Yokkaichi dans la nuit du 26 juin. Les 30 bombardiers (sur les 38 détachés) endommagèrent ou détruisirent 30 % de l'installation. L'attaque suivante cibla une raffinerie à Kudamatsu trois nuits plus tard et dans la nuit du 2 juillet, la raffinerie de Arida fut bombardée. Dans la nuit du 6 au 7 juillet, la 315e escadre de bombardement détruisit la raffinerie Maruzen près d'Osaka et trois nuits plus tard, il acheva la destruction de la raffinerie Utsube. L'escadre avait mené 15 opérations contre les installations pétrolières japonaises avant la fin de la guerre. Au cours de ces attaques, elle avait détruit six de ses neuf cibles et n'avait déploré la perte que de quatre B-29. Néanmoins, comme le Japon n'avait plus de pétrole brut à raffiner à cause du blocus naval allié, ces raids eurent peu d'impact sur le cours de la guerre.
À la mi-juillet, les forces stratégiques de l'USAAF dans le Pacifique furent réorganisées. Le 16 juillet, le XXI Bomber Command fut redésigné  20th USAAF et LeMay fut placé à sa tête. Deux jours plus tard, l'United States Strategic Air Forces in the Pacific (USASTAF) fut créé à Guam sous le commandement du général Carl A. Spaatz. Le rôle de l'USASTAF était de commander la 20th USAAF de même que la 8th USAAF qui était en cours de redéploiement depuis l'Europe vers Okinawa. Cette dernière commandée par James Doolittle (qui avait été promu au grade de général) fut rééquipée avec des B-29. La Tiger Force, comprenant des escadrilles britanniques, australiennes, canadiennes et néo-zélandaises opérant depuis Okinawa, fut également placée sous le commandement de l'USASTAF lorsqu'elle arriva dans la région à l'été 1945,.

## OpérationStarvation

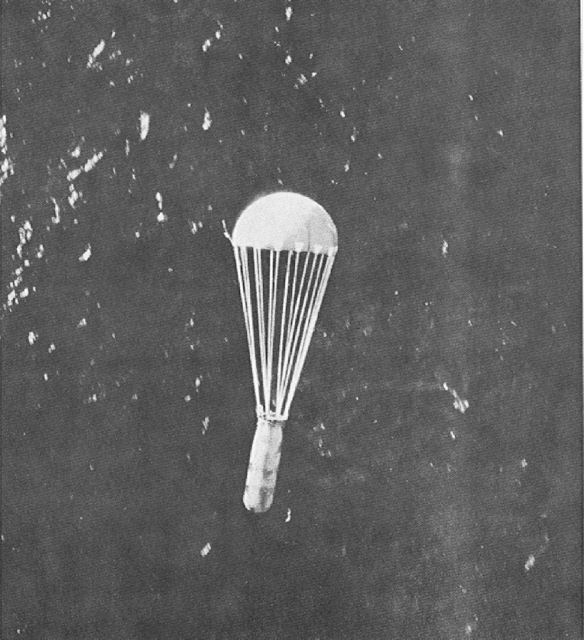
Une mine marine larguée par un B-29.

À partir du milieu de l'année 1944, l'US Navy fit pression pour que des B-29 soient utilisés pour larguer des mines navales dans les eaux japonaises afin de renforcer le blocus du pays. Arnold et son état-major étaient peu enthousiastes à l'idée de devoir détacher de nombreux B-29 qui ne participeraient pas aux bombardements de précision. En réponse aux demandes répétées de la marine, Arnold décida à la mi-novembre 1944 de commencer des opérations de minage lorsque suffisamment d'appareils seraient disponibles. En janvier 1945, LeMay choisit la 313e escadre de bombardement pour devenir l'unité spécialisée dans le minage de la 20th USAAF et la marine fournit une assistance avec son entrainement et sa logistique. LeMay nomma la campagne, opération Starvation ("Famine"). Comme les États-Unis avaient peu utilisé de mines jusqu'à ce moment, les militaires japonais s'étaient peu intéressés à leur flotte de dragueurs de mines. En conséquence, le SAMIJ fut pris au dépourvu par l'offensive à grande échelle de l'USAAF.
La 313e escadre de bombardement mena sa première opération de minage dans la nuit du 27 au 28 mars en larguant des mines dans le détroit de Kammon pour empêcher les navires de guerre japonais d'emprunter ce passage pour attaquer la flotte d'invasion américaine à Okinawa. Les opérations de minage furent interrompues en avril car l'escadre fut assignée à des missions de soutien de la campagne d'Okinawa et participa à des opérations de bombardement conventionnel. Elle reprit ses missions en mai lorsqu'elle mina des ports et d'autres points d'étranglement à Honshu et Kyushu. Les champs de mines ainsi créés handicapèrent fortement la navigation côtière japonaise.
LeMay augmenta le nombre d'opérations de minage en juin et le 505e groupe de bombardement rejoignit la 313e escadre de bombardement. En réponse à cette offensive, les Japonais renforcèrent considérablement les effectifs de leur flotte de dragueurs de mines à 349 navires et 20 000 hommes et en déployant de nouveaux canons anti-aériens dans le détroit de Kammon. Les Japonais parvinrent à nettoyer certains champs de mines et à abattre des B-29 mais la majorité des grands ports japonais dont ceux de Tokyo, Yokohama et Nagoya furent complètement bloqués. Durant les dernières semaines de la guerre, les B-29 continuèrent à larguer de grandes quantités de mines sur les cotes japonaises et la campagne fut étendue aux eaux coréennes. La 313e escadre de bombardement perdit uniquement 16 B-29 durant les opérations de minage. Au total, les mines larguées par les B-29 coulèrent 293 navires soit 9,3 % de tous les navires de commerce japonais détruit durant la guerre du Pacifique et 60 % des destructions navales entre avril et août 1945. Après la guerre, l'USSBS estima que la 20th USAAF aurait dû plus mettre l'accent sur la destruction du commerce maritime japonais compte tenu de l'efficacité de ces attaques,.

## Attaques de l'aéronavale

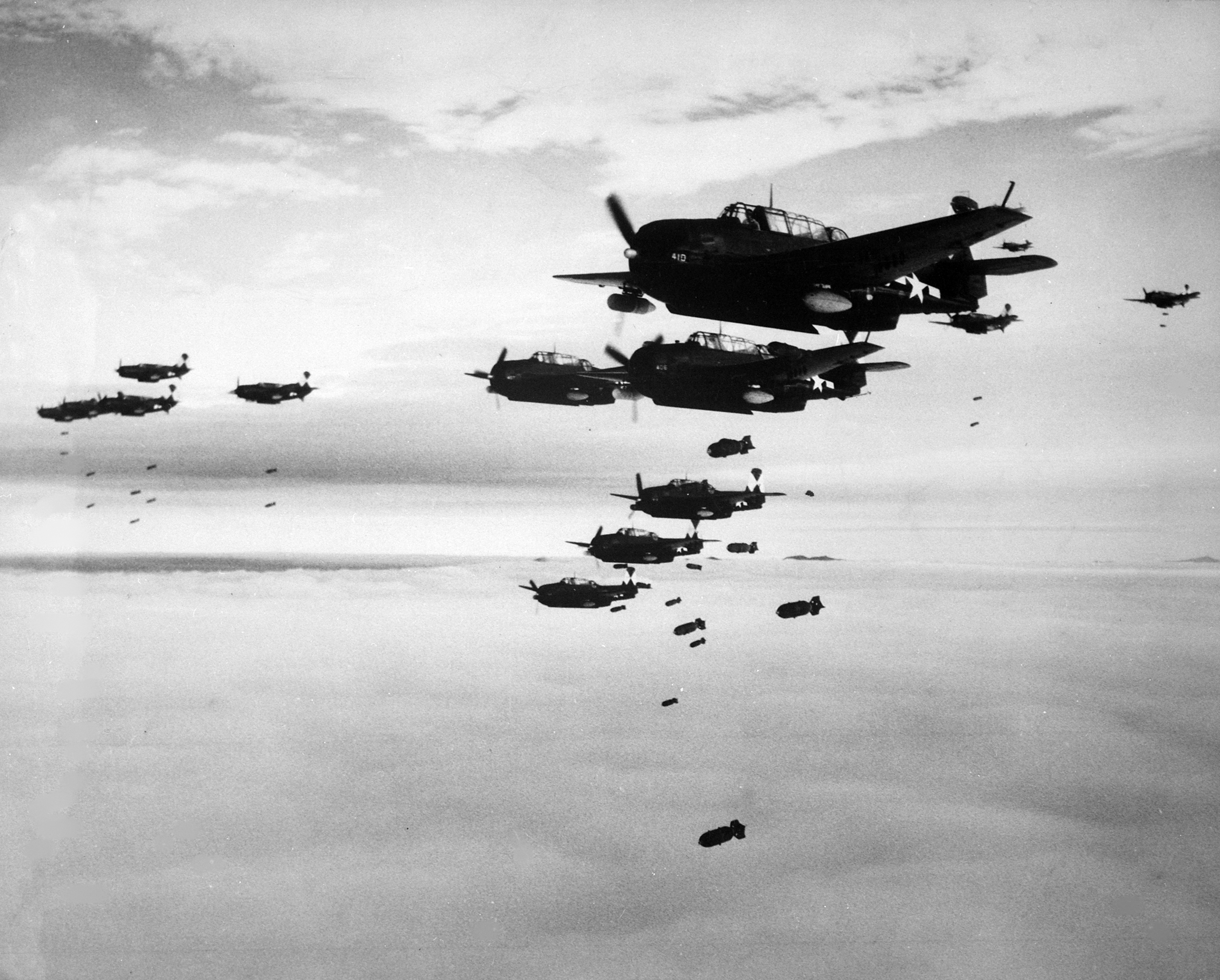
TBF Avengers et SB2C Helldivers de la marine bombardant Hakodate en juillet 1945.

L'US Navy mena sa première attaque contre l'archipel japonais au milieu du mois de février 1945. L'objectif principal était la destruction des appareils japonais pouvant menacer les forces américaines impliquées dans le débarquement à Iwo Jima le 19 février et l'opération fut menée par la Task Force 58 (TF 58). Cette task force ("force opérationnelle") était la principale force navale américaine du Pacifique et elle comprenait 11 porte-avions lourds, cinq porte-avions légers et un grand nombre de navires d'escorte. La TF 58 approcha du Japon sans être repérée et elle attaqua des bases aériennes et des usines aéronautiques de la région de Tokyo les 16 et 17 février. Les pilotes de l'aéronavale revendiquèrent la destruction de 341 appareils japonais en vol et de 160 autres au sol tout en n'ayant perdu 60 avions en combat et 28 autres lors d'accidents. Plusieurs navires furent également attaqués et coulés dans la baie de Tokyo. Les véritables pertes japonaises lors de cette opération sont cependant incertaines ; le quartier-général impérial admit avoir perdu 78 appareils en combat aérien mais ne donne pas d'informations sur le nombre détruit au sol. Les navires de la TF 58 ne furent pas attaqués durant leur passage dans les eaux japonaises et le 18 février, elle navigua vers le sud pour soutenir les débarquements à Iwo Jima. La TF 58 envisagea un second raid contre Tokyo le 25 février mais cette opération fut annulée du fait du mauvais temps. Les navires américains mirent le cap sur le sud et attaquèrent Okinawa à partir du 1er mars.
La TF 58 reprit ses attaques contre le Japon au milieu du mois de mai lorsqu'elle mena une série de raids destinée à détruire les appareils japonais se trouvant à portée d'Okinawa en prévision du débarquement. Le 18 mars, l'aviation embarquée américaine attaqua des bases aériennes et des installations militaires sur l'île de Kyushu. Le lendemain, elle attaqua les navires japonais au mouillage à Kure et Kobe et endommagea le cuirassé Yamato et le porte-avions Amagi. Les Japonais répondirent avec des attaques conventionnelles et kamikazes qui causèrent des dégâts légers à trois porte-avions le 18 mars et endommagèrent sévèrement l'USS Franklin le lendemain. Le 20 mars, la TF 58 mit le cap au sud mais continua de mener des raids contre les bases aériennes japonaises. Durant les attaques des 18 et 19 mars, les aviateurs américains revendiquèrent la destruction de 223 appareils japonais en vol et 250 au sol tandis que selon les Japonais, 161 de leurs 191 avions engagés avaient été détruits mais ils ne précisaient pas le nombre détruit au sol. À partir du 23 mars, la TF 58 réalisa plusieurs attaques contre Okinawa même si ses appareils continuaient leurs raids contre Kyushu. À la suite des débarquements du 1er avril, la TF 58 offrit une couverture aérienne à la flotte au large d'Okinawa tout en poursuivant les patrouilles au-dessus de Kyushu. Dans une tentative pour éliminer les raids kamikazes à grande échelle contre les navires alliés, des éléments de la TF 58 frappèrent les bases aériennes de Kyushu et Shikoku les 12 et 13 mai. Le 27 mai, l'amiral William Halsey remplaça l'amiral Raymond A. Spruance au commandement de la Cinquième flotte (renommée Troisième flotte). La TF 58, renommée TF 38, poursuivit ses opérations à Okinawa jusqu'au début du mois de juin et les 2 et 3 juin, elle mena des attaques contre les bases aériennes de Kyushu. Un autre raid fut mené contre ces aérodromes le 8 juin ; deux jours plus tard, la TF 38 quitta les eaux japonaises pour une période de repos à Leyte dans les Philippines.

Principales attaques de l'aéronavale et bombardements côtiers menés contre le Japon en juillet et août 1945.

Le 1er juillet, la TF 38 quitta Leyte pour attaquer l'archipel japonais. À ce moment, la TF comprenait neuf porte-avions lourds, six porte-avions d'escorte et leurs navires de soutien. Le 10 juillet, les appareils de la TF menèrent des raids contre des bases aériennes de la région de Tokyo et détruisirent plusieurs appareils au sol. Aucun avion japonais ne fut intercepté en vol car ils étaient gardés en réserve pour une large offensive kamikaze contre la flotte alliée,.
À la suite de ce raid, la TF 38 mit le cap au nord et mena une large attaque contre Hokkaido et le nord de Honshu le 14 juillet. Ces frappes continuèrent le lendemain et permirent de détruire huit des douze barges ferroviaires convoyant le charbon de Hokkaido vers Honshu et endommagèrent les quatre autres. De nombreux autres navires furent détruits dont 70 des 272 petits navires transportant le charbon entre les deux îles. Aucun appareil japonais ne s'opposa à cette attaque même si 25 furent détruits au sol. La perte des barges réduisit la quantité de charbon convoyée de Hokkaido vers Honshu de 80 %, ce qui handicapa fortement la production industrielle. En deux jours 140 bâtiments totalisant 71 000 tonnes, furent coulés ; 293 autres, totalisant 88 000 tonnes, endommagés. Cette opération a été décrite comme l'attaque stratégique la plus efficace de la guerre du Pacifique. Les cuirassés et les croiseurs de la TF 38 commencèrent également à bombarder des cibles industrielles le 14 juillet et ces attaques se poursuivirent jusqu'à la fin de la guerre.
À la suite des raids sur Hokkaido et le nord de Kyushu, la TF 38 navigua vers le sud où elle fut renforcée par la British Pacific Fleet, désignée Task Force 37 qui incluait quatre porte-avions lourds,. Les attaques du 17 juillet dans la région de Tokyo furent gênées par le mauvais temps mais le lendemain, les appareils de la flotte attaquèrent la base navale de Yokosuka où ils endommagèrent le cuirassé Nagato et coulèrent quatre autres navires,. Les 24, 25 et 28 juillet, les Alliés bombardèrent le port de Kure et la mer intérieure de Seto et coulèrent un porte-avions ainsi que trois cuirassés, deux croiseurs lourds, un croiseur léger et plusieurs autres navires de guerre. Un escadron de 79 B-24 Liberators de l'USAAF basé à Okinawa participa à l'attaque le 28 juillet. Les pertes alliées lors de cette opération furent néanmoins lourdes car 126 appareils furent abattus. Les 29 et 30 juillet, les avions embarqués attaquèrent Maizuru où ils coulèrent trois petits navires de guerre et 12 navires de commerce avant de mettre le cap à l'est pour éviter un typhon et se ravitailler. Les attaques suivantes contre le Japon eurent lieu les 9 et 10 août contre un rassemblement d'appareils japonais dans le nord de Honshu car les services de renseignement alliés considérait qu'il pourrait être utilisé pour attaquer les bases des B-29 dans les Mariannes. Les aviateurs revendiquèrent la destruction de 251 avions lors de leur attaque du 9 août et l'endommagement de 141 autres. Le 13 août, les appareils de la TF 38 attaquèrent à nouveau la région de Tokyo et rapportèrent avoir détruit 254 avions japonais au sol et 18 en vol. Un autre raid fut lancé contre Tokyo dans la matinée du 15 août et les 103 appareils de la première vague bombardèrent leurs cibles. La seconde vague fut annulée par l'annonce de la capitulation du Japon. Plusieurs appareils japonais furent néanmoins abattus plus tard dans la journée alors qu'ils tentaient d'attaquer les navires de la flotte alliée,.

## Raids depuis Iwo Jima et Okinawa

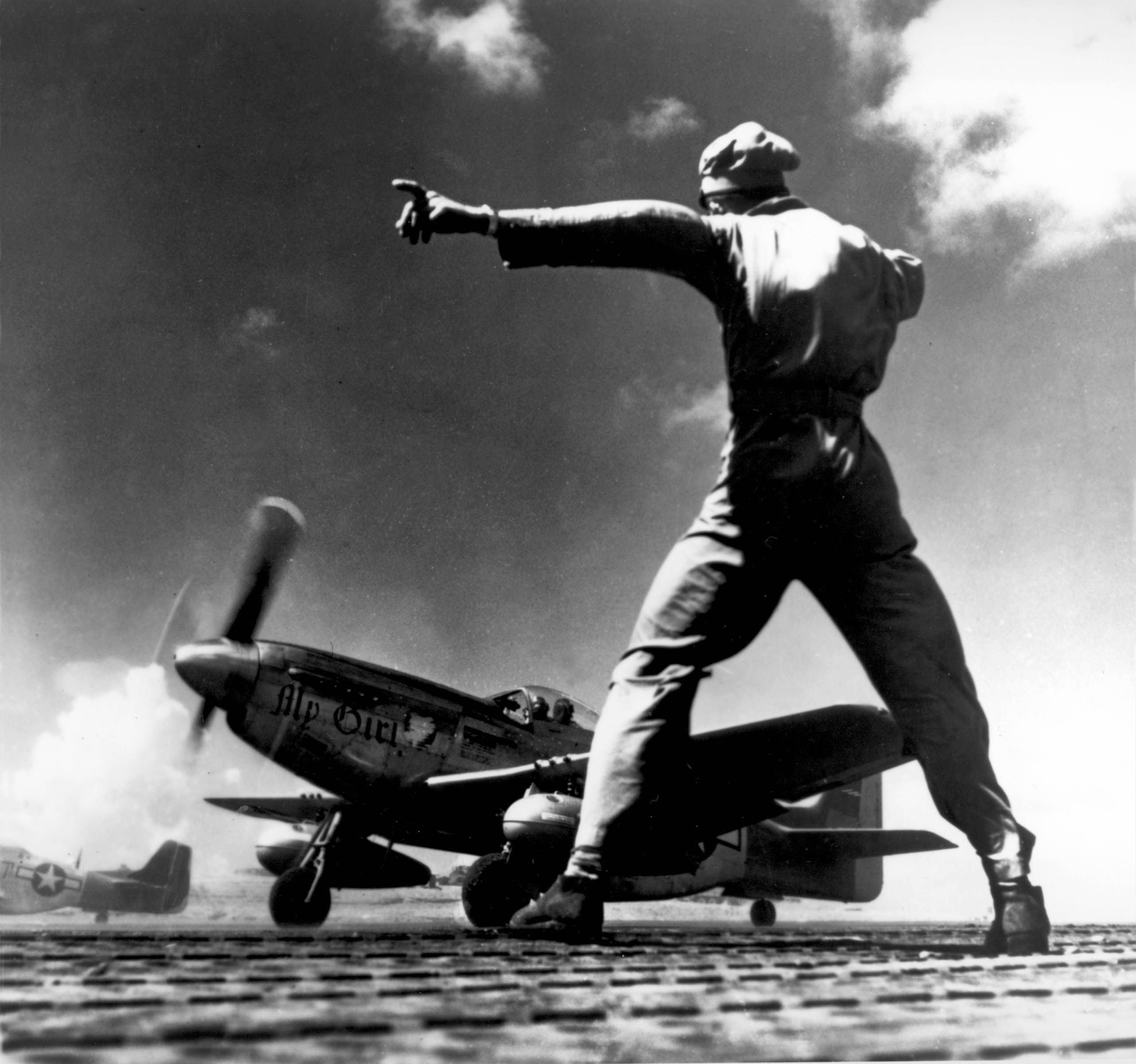
Un P-51 Mustang décolle d'Iwo Jima.

Les P-51 Mustangs du VII Fighter Command stationnés à Iwo Jima depuis mars 1945 étaient initialement employés pour escorter les B-29. Ils menèrent également une série d'attaques indépendantes contre des cibles au sol. La première de ces opérations eut lieu le 16 avril lorsque 57 P-51 mitraillèrent la base aérienne de Kanoya à Kyushu. Durant les opérations réalisées entre le 26 avril et le 22 juin, les pilotes américains revendiquèrent la destruction de 64 appareils japonais et l'endommagement de 180 autres au sol et dix autres furent abattus en vol ; ces résultats étaient inférieurs aux prévisions et les raids furent jugés peu concluants. L'USAAF perdit 18 P-51 dont sept à la suite d'accidents.
Du fait du manque d'opposition japonaise aux raids de bombardements, le VII Fighter Command commença à mener uniquement des missions d'attaque au sol à partir de juillet. Ces raids étaient généralement menés contre les bases aériennes pour détruire les appareils gardés en réserve en prévision de l'invasion alliée. Si les P-51 rencontraient parfois des avions japonais en vol, les aérodromes étaient essentiellement défendus par des canons anti-aériens et des ballons de barrage. À la fin de la guerre, le VII Fighter Command avait mené 51 attaques au sol dont 41 furent jugées réussies. Les pilotes avancèrent avoir détruit 1 062 appareils et 254 navires en plus d'un grand nombre de bâtiments et de matériels roulants ferroviaires. Les Américains perdirent 91 pilots et 157 P-51.
À partir de mai 1945, les appareils de la 5th USAAF et de la 7th USAAF regroupés au sein de la Far East Air Force (FEAF), attaquèrent également des cibles à Kyushu et dans l'ouest de Honshu depuis leurs bases à Okinawa et dans les îles Ryūkyū. Ces raids étaient des préparatifs en vue de l'invasion du Japon. À partir du 17 mai, les chasseurs P-47 Thunderbolt commencèrent à mener de fréquents raids diurnes et nocturnes au-dessus de Kyushu pour perturber les unités aériennes japonaises de l'île. Initialement les Japonais tentèrent de conserver leur maîtrise du ciel en envoyant des chasseurs intercepter les appareils américains mais les avions japonais furent ensuite gardés en réserve pour des opérations ultérieures. Entre le 1er et le 13 juillet, les Américains réalisèrent 286 sorties contre Kyushu sans déplorer de pertes. Comme il n'y avait aucune opposition aérienne, les appareils américains furent utilisés pour détruire les moyens de transport et des cibles d'opportunités dont au moins deux mitraillages contre des groupes de civils.
Les attaques contre les bases aériennes et les infrastructures de transport dans le sud du Japon continuèrent jusqu'à la fin de la guerre. À ce moment, les bombardiers de la 5th USAAF et de la 7th USAAF avaient respectivement réalisés 138 et 784 sorties. Les ponts routiers et ferroviaires furent attaqués par les chasseurs et les bombardiers et la ville de Kagoshima fut fréquemment bombardée. Les B-24 de la 7th USAAF bombardèrent les terminaux ferroviaires du port de Nagasaki le 31 juillet et le 1er août. Alors que ces raids se concentraient sur des cibles tactiques, les appareils basés à Okinawa menèrent plusieurs attaques stratégiques contre des complexes industriels comme la destruction d'une usine de liquéfaction du charbon à Ōmuta le 7 août. Les bombardiers réalisèrent également des bombardements incendiaires contre Tarumizu le 5 août, Kumamoto le 10 août et Kurume le lendemain. La FEAF mena ses dernières sorties contre le Japon le 12 août ; des appareils détachés le 14 août furent rappelés alors qu'ils volaient vers leurs cibles. Au total, les deux unités de l'USAAF réalisèrent 6 435 raids contre des cibles à Kyushu en juillet et août 1945 et ne perdirent que 43 appareils du fait de la DCA et des chasseurs japonais.

## Réponses militaires japonaises

### Défenses aériennes
Les défenses aériennes japonaises furent incapables de s'opposer aux attaques alliées. Compte tenu de la faible portée des radars et des attaques alliées contre les navires sentinelles, les Japonais ne disposaient généralement que d'une heure pour réagir une fois que les B-29 avaient été repérés. Les services de renseignement d'origine électromagnétique japonais pouvaient offrir une alerte précoce en écoutant les communications radios des bombardiers mais ne pouvaient pas prédire leur cible. En conséquence, les unités de chasseurs n'avaient pas le temps de décoller en urgence et d'atteindre l'altitude de vol des B-29 avant que ces derniers ne soient déjà au-dessus de leur cible. De plus, les bombardiers américains étaient plus rapides à haute altitude que la plupart des chasseurs japonais. À partir d'août 1944, les appareils japonais réalisèrent des abordages volontaires contre les B-29 et plusieurs unités spécialisées de kamikazes furent créées en octobre ; à la fin de la guerre, ces tactiques avaient permis de détruire neuf B-29 et d'en endommager 13 autres au prix de 21 chasseurs. Les unités de DCA japonaises furent renforcées en novembre 1944 avec l'introduction de canons Type 10 de 120 mm en complément des canons de 75 et 80 mm inefficaces.

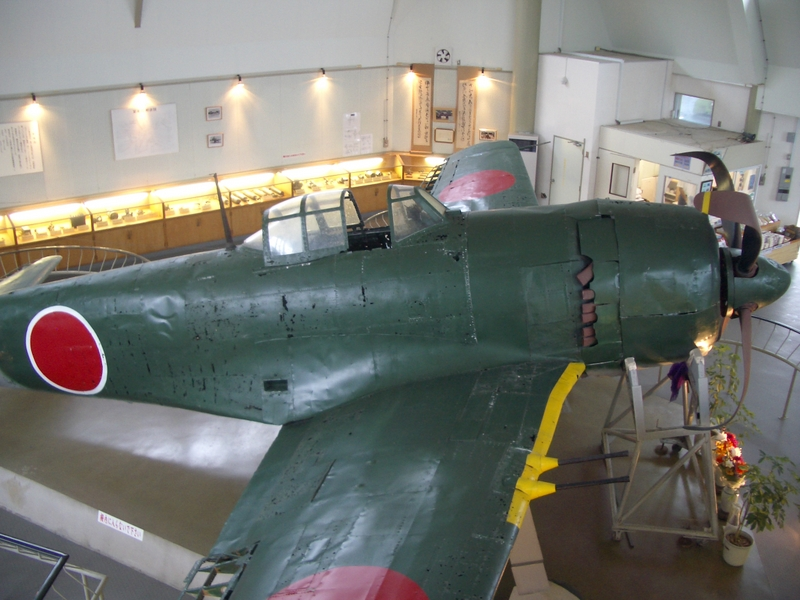
Un chasseur Kawanishi N1K2-J Shiden KAI récupéré des fonds marins, des années après que son pilote eut été forcé d'amerrir dans le détroit de Bungo le 24 juillet 1945.

Les combats aériens furent plus nombreux à la fin de l'année 1944 et au début de l'année 1945. Après les premiers raids contre Tokyo, le nombre d'appareils assignés à la défense aérienne fut fortement accru et tous les canons de 120 mm furent redéployés pour protéger la capitale. Les chasseurs chargés de la défense des principales zones industrielles interceptèrent fréquemment les raids américains entre le 24 novembre 1944 et le 25 février 1945 et infligèrent de sévères pertes sur cette période. Le nombre de chasseurs disponible déclina cependant à partir de février 1945. Le manque de coordination entre le SAAIJ et le SAMIJ continua de handicaper la défense aérienne japonaise tout au long de cette période. Les Américains déploraient moins de pertes lors des bombardements nocturnes conduits de mars 1945 jusqu'à la fin de la guerre.
L'aviation de chasse protégeant l'archipel du Japon se compose début mars 1945 de 635 chasseurs de l'armée de terre et de la marine impériale, des monomoteurs Kawasaki Ki-61 Hien, Nakajima Ki-84 et Kawasaki Ki-100, des bimoteurs Kawasaki Ki-45 et Nakajima J1N1, ces derniers équipés de radar FD-2. Devant les pertes importantes, la formation des pilotes est fortement accélérer et dure seulement quelques mois, 60 % des pilotes a cette date sont de classe C (jeunes sans aucune importance), 25 % de classe B (pilotes confirmés sans aucune expérience du combat) et 15 % de classe A (pilotes confirmés ayant l'expérience du combat).
L'opposition aux raids déclina fortement à partir d'avril 1945. Le 15 avril, les unités de défense aérienne du SAAIJ et du SAMIJ furent tardivement regroupées sous un seul commandement lorsque l'armée générale de l'air fut formée sous le commandement du général Masakazu Kawabe ; à ce moment l'efficacité de la chasse japonaise s'était considérablement dégradée du fait des lourdes pertes. Comme les pilotes et les appareils japonais étaient incapables de se mesurer aux P-51 déployés pour escorter les B-29, les militaires japonais décidèrent en avril de cesser les opérations de combat et de mettre les appareils en réserve en prévision de l'invasion alliée. La plupart des raids alliés ne furent donc pas interceptés par les chasseurs japonais. L'efficacité de la DCA fut fortement réduite car l'effondrement de l'économie entraina de sévères pénuries de munitions. De plus, comme les canons anti-aériens étaient essentiellement stationnés près des principales zones industrielles, la plupart des raids contre les petites villes se fit sans opposition. Le quartier-général impérial décida de reprendre les attaques contre les bombardiers alliés à la fin du mois de juin mais le manque d'appareils disponibles empêcha ce changement de tactique d'avoir le moindre effet. Le nombre de chasseurs assignés à l'armée générale de l'air atteignit son maximum en juin et juillet 1945 avec 500 appareils mais la plupart des unités de première ligne avaient peu d'avions en état de vol. Durant les dernières semaines de la guerre, les B-29 furent capables d'opérer presque impunément du fait des faiblesses de la défense japonaise ; LeMay avança plus tard que durant cette période « il était plus sûr de mener une mission de combat au-dessus du Japon que de mener un vol d'entrainement aux États-Unis ».
Au total, les chasseurs japonais abattirent 74 B-29, la DCA en détruisit 54 et 19 autres furent perdus à cause d'une combinaison des deux facteurs. Le SAAIJ et le SAMIJ perdirent 1 450 appareils au combat et 2 750 du fait d'autres causes.

### Traitement des prisonniers de guerre
La plupart des pilotes alliés capturés après la destruction de leur appareil furent maltraités. Le 8 septembre 1944, le Cabinet du Japon déclara que les bombardements aveugles étaient un crime de guerre. En conséquence, les aviateurs capturés furent jugés et parfois exécutés. Le nombre d'exécutions varia suivant les districts militaires. Si aucun aviateur ne fut exécuté dans le district de Tobu (qui incluait Tokyo), ceux capturés dans les districts de Tōkai, de Chūbu et de Seibu étaient parfois tués après un bref procès ou exécutés sommairement par la kenpeitai ("police militaire"). Des pilotes furent également lynchés par les civils japonais avant qu'ils ne soient arrêtés par les militaires japonais. En plus des exécutions, la plupart des équipages de B-29 étaient brutalement interrogés par la kempeitai.
Sur environ 545 aviateurs américains capturés dans l'archipel japonais (en excluant les Kouriles et les Bonins), 132 furent exécutés et 29 furent lynchés par des civils. 94 autres moururent de diverses causes durant leur emprisonnement dont 52 lors du raid sur Tokyo dans la nuit du 25 au 26 mai,. Six survivants d'un B-29 abattu le 5 mai firent l'objet de vivisections à l'université de Kyūshū. La plupart des Japonais responsables de la mort d'aviateurs américains furent jugés lors du procès de Yokohama après la guerre. Plusieurs furent condamnés à mort et les autres furent emprisonnés.

## Bombardements atomiques et dernières attaques

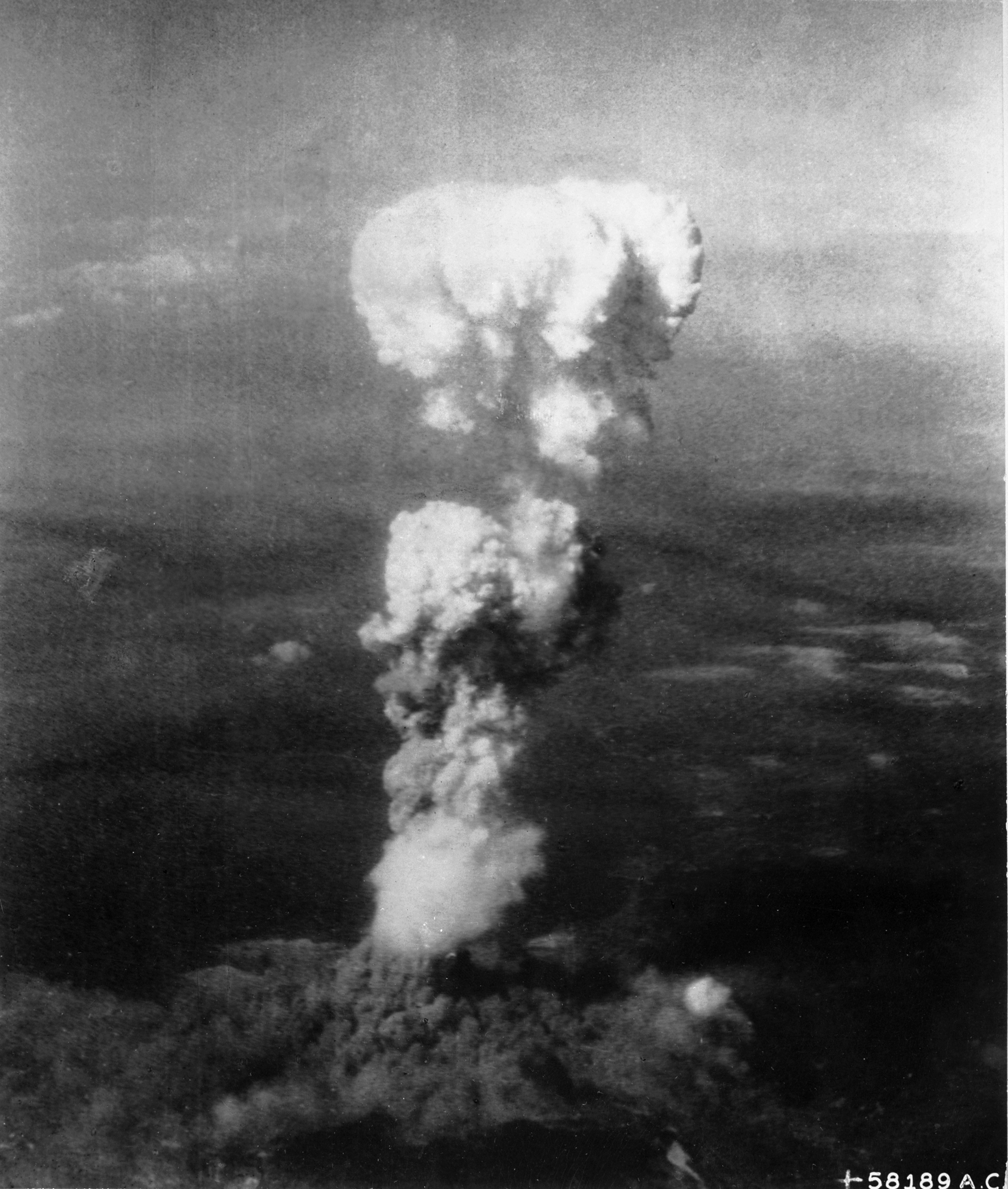
Le nuage atomique s'élève au-dessus de Hiroshima le 6 août 1945.

Hiroshima fut attaquée le 6 août. À 8 h 15 heure locale, le B-29 Enola Gay, piloté par Tibbets, largua la bombe atomique « Little Boy » au-dessus du centre de la ville.
Le second bombardement atomique eut lieu le 9 août 1945. Parti de Tinian, le bombardier B-29 Bockscar devait initialement larguer la bombe « Fat Man » sur la ville de Kokura mais son pilote, Charles Sweeney, décida de se reporter sur la cible secondaire de Nagasaki du fait de la couverture nuageuse sur la ville.
Les estimations d'après-guerre sur les pertes japonaises vont de 66 000 à 80 000 morts et de 69 000 à 151 000 blessés. Des dizaines de milliers d'autres moururent des suites des radiations et de leurs blessures ; on estime que 140 000 personnes seraient mortes du fait de la bombe atomique à la fin de l'année 1945. Les estimations les plus élevées avancent le nombre de 230 000 morts,. Sur les survivants, 171 000 devinrent des sans abris.
Les chiffres japonais officiels fournis à la fin des années 1990 avancent que le nombre total de morts des suites de cette attaque excède les 100 000.

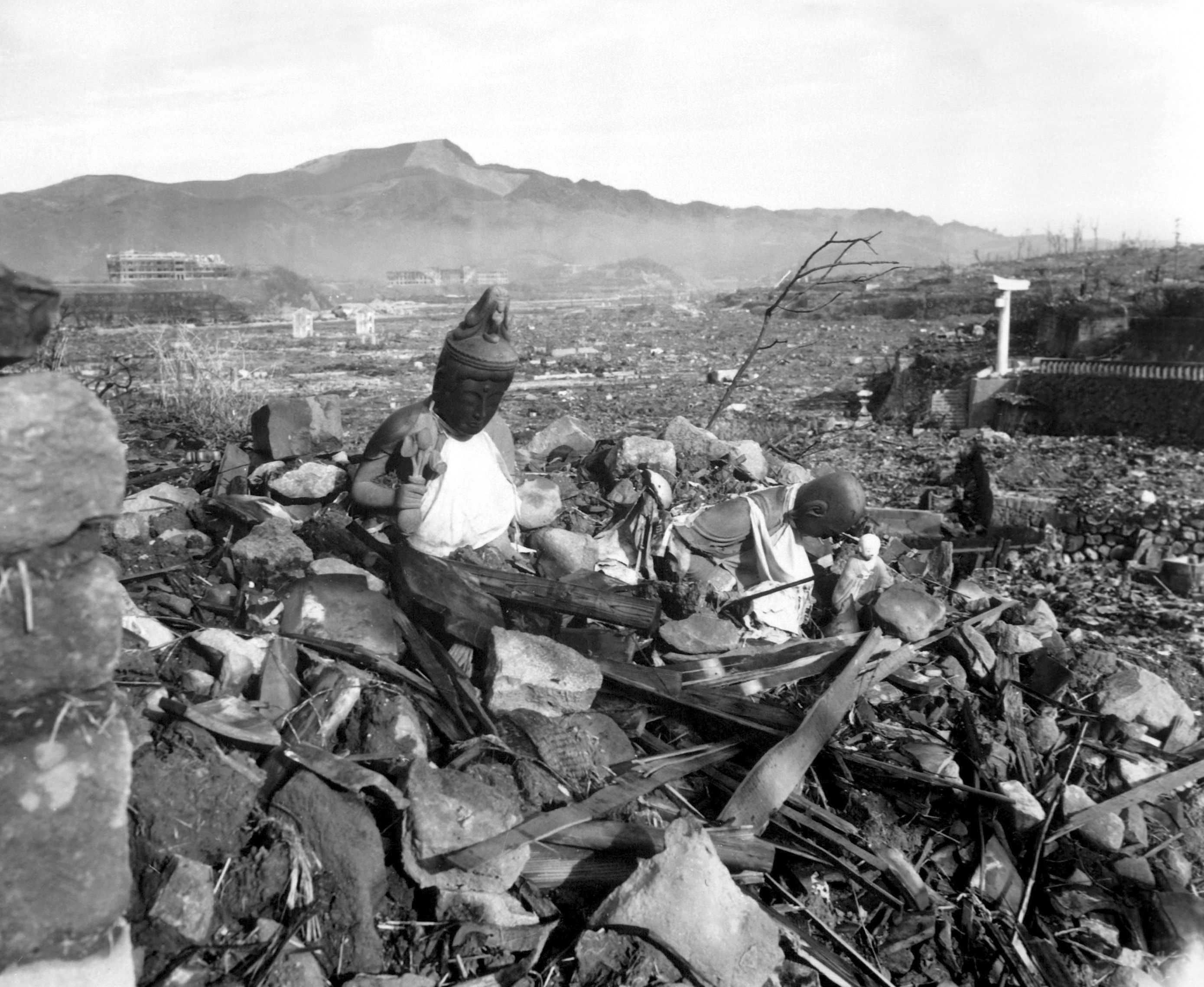
Nagasaki six semaines après le bombardement atomique.

En réponse aux bombardements atomiques et à l'intervention soviétique, le gouvernement japonais commença le 10 août à négocier les termes de la capitulation avec les Alliés.
Durant cette période, les attaques des B-29 se limitèrent à un raid contre une installation pétrolière dans la nuit du 9 au 10 août et à un bombardement de précision sur une usine de Tokyo le 10 août. Le lendemain, Truman ordonna un arrêt des bombardements car ils pourraient être interprétés comme un signe que les négociations de paix avaient échoué. Le 11 août, Spaatz délivra une nouvelle directive renforçant la priorité donnée à la destruction des infrastructures de transport au bombardement des villes dans l'éventualité d'une reprise des attaques.
Le 13 août, les B-29 larguèrent des copies de l'offre de reddition conditionnelle du gouvernement japonais au-dessus des villes japonaises. Les négociations semblaient avoir échoué et le 14 août, Spaatz reçut l'ordre de reprendre la campagne de bombardement. Arnold demanda la plus large attaque possible et espérait que l'USASTAF pourrait envoyer 1 000 appareils contre Tokyo et d'autres villes japonaises. En réalité, 828 B-29 escortés par 186 chasseurs (soit un total de 1 014 appareils) furent déployés pour mener des bombardements de précisions diurnes contre des cibles à Iwakuni, Osaka et Tokoyama et des bombardements incendiaires nocturnes contre Kumagaya et Isesaki,. Alors que les unités de la 8th USAAF déployées à Okinawa n'avaient pas encore mené de missions contre le Japon, Doolitle décida de ne pas participer à cette opération car il ne voulait pas risquer la vie de ses hommes alors que la guerre était virtuellement finie. Celles-ci furent les dernières attaques des bombardiers lourds contre le Japon car le 15 août à midi, l'empereur Hirohito annonça à la radio que son pays acceptait les termes de la capitulation.

## Après-Guerre

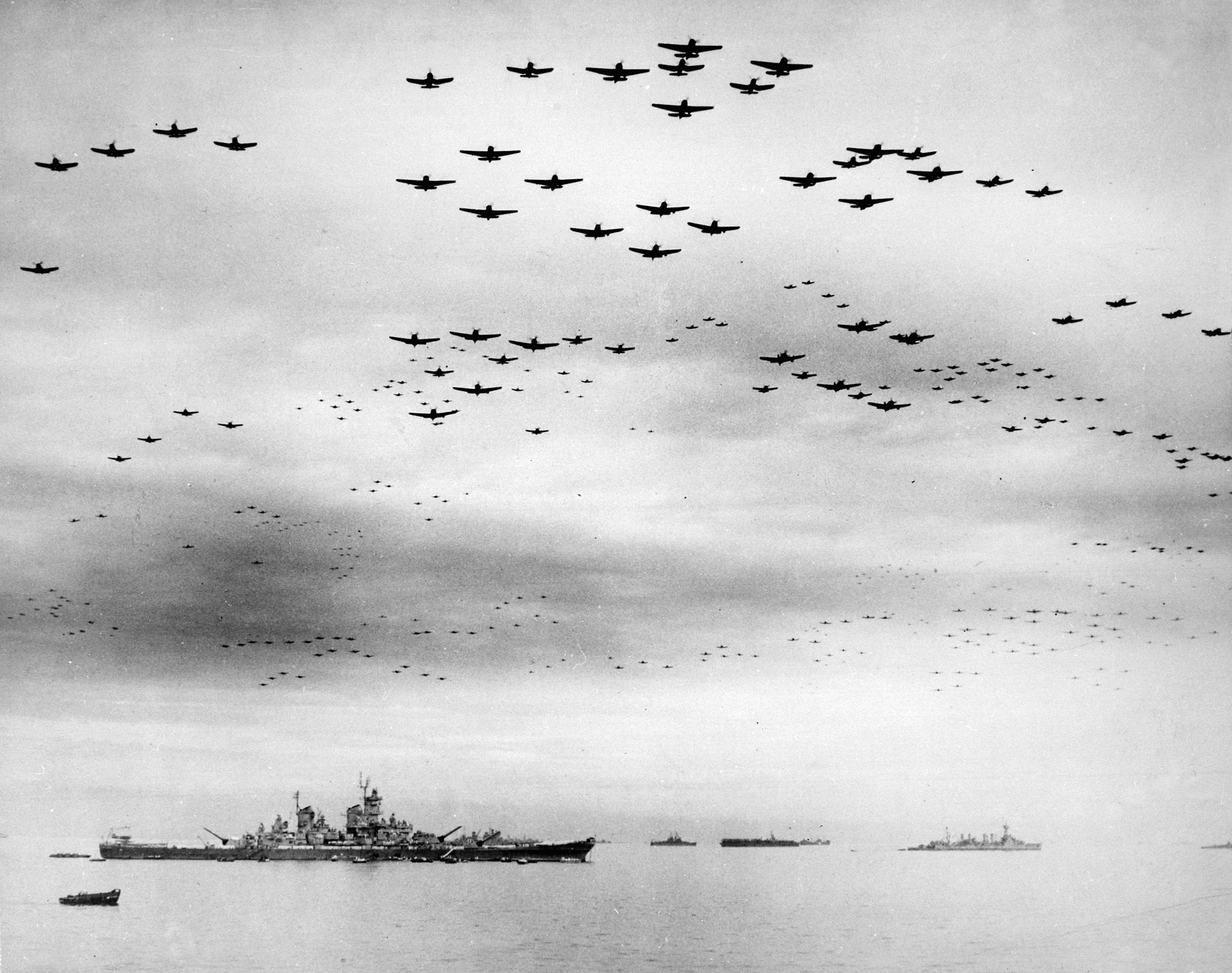
Appareils embarqués américains survolant la flotte alliée dans la baie de Tokyo à la suite de la capitulation japonaise le 2 septembre 1945.

Des opérations aériennes limitées continuèrent au-dessus du Japon dans les semaines qui suivirent l'annonce de la capitulation japonaise. Les 17 et 18 août, des appareils de reconnaissance B-32 Dominators basés à Okinawa furent attaqués par des chasseurs japonais près de Tokyo. À partir du 17 août, la 20th USAAF fut chargée de ravitailler les camps de prisonniers de guerre alliés au Japon, en Corée et en Chine jusqu'à ce que les prisonniers soient évacués. Des largages de ravitaillement commencèrent dix jours plus tard et continuèrent jusqu'au 20 septembre. Durant cette période, les B-29 réalisèrent près de 1 000 sorties et délivrèrent près de 4 500 t de ravitaillement. Huit appareils s'écrasèrent lors de ces missions et un autre fut endommagé par un chasseur soviétique au-dessus de la Corée. Spaatz ordonna que les B-29 et les chasseurs réalisent des démonstrations de force dans la région de Tokyo du 19 août jusqu'à la cérémonie de capitulation, mais ces opérations furent perturbées par le mauvais temps et des problèmes logistiques. Les premières démonstrations n'eurent lieu que le 30 août en même temps que l'arrivée du général Douglas MacArthur et de la 11e division aéroportée dans la base d'Atsugi. Une opération similaire eut lieu le lendemain et le 2 septembre, 462 B-29 et de nombreux appareils embarqués survolèrent la flotte alliée dans la baie de Tokyo à la suite de la cérémonie de capitulation organisée à bord de l'USS Missouri.
Les unités aériennes alliées participèrent à l'occupation du Japon après la guerre. Les premiers éléments de la FEAF commencèrent à arriver à Atsugi le 30 août et des unités de la 5th USAAF s'installèrent dans tout l'archipel japonais en septembre et octobre. En plus du transport des troupes d'occupation, la 5th USAAF mena des patrouilles armées au-dessus du Japon et de la Corée ainsi que de nombreuses missions de reconnaissance. Des unités de la Royal Australian Air Force, de la Royal Air Force britannique, de l'Indian Air Force, de la Royal New Zealand Air Force, de l'US Navy et du Corps des Marines furent également déployées au Japon pour des missions d'occupation,. Il n'y eut pas de résistance japonaise à l'occupation alliée et le nombre d'unités aériennes stationnées dans le pays fut graduellement réduit à partir de la fin de l'année 1945.
Les villes japonaises détruites lors des bombardements furent reconstruites après la guerre. Les dégâts et le besoin de reloger les soldats et les civils revenant d'outre-mer entrainèrent une pénurie de 4,2 millions de logements, ce qui, combiné aux pénuries alimentaires, força de nombreux civils à vivre dans des conditions difficiles. En septembre 1945, le gouvernement japonais offrit de fournir des matériaux de construction pour 300 000 petits logements temporaires pour les évacués mais les politiques se concentraient principalement sur la manière d'empêcher les habitants de retourner dans les villes dévastées. La reconstruction de 115 villes commença en 1946 et les travaux furent menés suivant les consignes données par le gouvernement japonais. Les autorités d'occupation alliées ne furent pas impliquées dans la reconstruction urbaine mais elles autorisèrent les travaux malgré les critiques selon laquelle ils étaient inappropriés compte tenu du statut de vaincu du Japon[pas clair]. Les réquisitions de terrains et de bâtiments par la force d'occupation et l'obligation pour le gouvernement japonais de donner la priorité à la construction de logements pour les troupes alliées interférèrent néanmoins avec les efforts de reconstruction. Dans de nombreuses villes, la reconstruction s'accompagna de tentatives pour améliorer l'agencement urbain mais l'efficacité de ces programmes varia suivant les villes. Dans l'ensemble, la plupart des nouveaux bâtiments étaient de mauvaise qualité et d'importants projets de renouvellement urbain ne furent menés que bien après la guerre.

## Évaluation

### Résultats
Les bombardements stratégiques du Japon firent des centaines de milliers de victimes, mais les estimations varient fortement. Les opérations de la 20th USAAF causèrent l'essentiel des victimes et des dégâts. Les évaluations les plus fréquemment citées dans la littérature de la campagne sont issues du rapport de l'USSBS, The Effects of Bombing on Health and Medical Services in Japan, qui estima que 330 000 Japonais furent tués et 473 000 blessés,. Un autre rapport de l'USSBS, The Effects of Strategic Bombing on Japanese Morale, avança l'estimation de 900 000 tués et de 1,3 million de blessés en s'appuyant sur les travaux d'une équipe de recherche japonaise qui avait utilisé une méthode d'échantillonnage. Si ces chiffres sont parfois cités, les enquêteurs de l'USSBS considéraient ce travail comme insatisfaisant et les chercheurs furent incapables de calculer la marge d'erreur de cette estimation. Le gouvernement japonais estima en 1949 que 323 495 personnes avaient été tuées par les bombardements dans l'archipel japonais. La destruction des bâtiments abritant les données administratives durant les raids contribua aux incertitudes sur le nombre de victimes. La 20th USAAF perdit 414 B-29 durant les attaques contre le Japon. Plus de 2 600 aviateurs américains furent tués dont les prisonniers de guerre qui moururent en captivité, et 433 autres furent blessés.
Le tableau ci-dessous rassemble les estimations des pertes japonaises données par différentes sources :
| Source                                   | Estimations des pertes japonaises du fait des bombardements alliés                             |
| ---------------------------------------- | ---------------------------------------------------------------------------------------------- |
| USSBS, division médicale (1947)          | The Effects of Bombing on Health and Medical Services in Japan: 333 000 tués, 473 000 blessés. |
| USSBS, division du moral (1947)          | The Effects of Strategic Bombing on Japanese Morale: 900 000 tués, 1,3 million blessés         |
| Gouvernement japonais (1949)             | 323 495 tués                                                                                   |
| Craven and Cate (1953)                   | Environ 330 000 tués, 476 000 blessés                                                          |
| Dower (1986)                             | Environ 393 367 tués                                                                           |
| Bulletin of the Atomic Scientists (1995) | Environ 500 000 tués                                                                           |
| Frank (1999)                             | Environ 410 000 tués                                                                           |
| Hoyt (2000)                              | 300 000 civils tués et 500 000 blessés                                                         |
| Takai and Sakaida (2001)                 | 241 309 tués, 213 041 blessés                                                                  |
| Tillman (2010)                           | Au moins 330 000 tués                                                                          |

Une grande partie de l'industrie japonaise fut également détruite par les bombardements. Plus de 600 complexes industriels furent détruits ou gravement endommagés et cela entraina un fort ralentissement de la production. L'absentéisme causé par les attaques réduisit encore un peu plus la capacité industrielle. Il n'est pas possible de déterminer exactement les dégâts causés à l'économie japonaise par les bombardements car le blocus naval allié contribua également à l'effondrement généralisé qui commença à la fin de l'année 1944. Du fait des bombardements contre les infrastructures de transport et du blocus, la mauvaise récolte de riz japonaise de 1945 entraina de graves pénuries et la malnutrition aurait pu se transformer en famine généralisée si la guerre avait continué. En termes financiers, la campagne aérienne alliée et les attaques des navires de commerce détruisirent entre un tiers et un quart de la richesse japonaise.
Les attaques causèrent de larges destructions dans les zones urbaines japonaises. Environ 40 % de la superficie des 66 villes victimes de bombardements de zone furent détruits. Cela entraina la perte de 2,5 millions de logements et fit 8,5 millions de sans-abris. Les bombardements de zone réduisirent le moral de la population japonaise et les sondages après-guerre menés par l'USSBS montrèrent que les attaques aériennes furent le facteur le plus important dans la prise de conscience japonaise que la guerre était perdue. Durant les derniers mois de la guerre, les raids contribuèrent à la détérioration du tissu social japonais.
Les bombardements alliés influencèrent fortement le gouvernement japonais dans sa décision de capituler. Les dirigeants japonais indiquèrent lors d'interrogatoires que les attaques aériennes prolongées furent le facteur le plus important dans leur décision de mettre un terme à la guerre. En particulier, le premier ministre Kantarō Suzuki affirma que la combinaison des raids de B-29, de la déclaration de Potsdam et des bombardements atomiques donna au gouvernement l'opportunité d'entamer des négociations avec les Alliés. L'empereur Hirohito cita les dégâts causés par ces attaques, les préparatifs inadéquats pour parer à une invasion et l'offensive soviétique comme ses justifications pour avoir autorisé la capitulation,. Au total, la 20th USAAF largua 160 000 t de bombes sur l'archipel japonais dont 90 % dans les cinq derniers mois de la guerre. Sur ce chiffre, 147 000 t furent larguées par des B-29.

### Débat sur la justification morale des attaques sur les villes
La campagne de bombardements stratégiques contre le Japon durant la Seconde Guerre mondiale a fait l'objet de nombreux débats. Durant la guerre, l'opinion publique américaine approuvait les bombardements de l'Allemagne et du Japon et les rares personnes qui critiquaient les raids étaient considérés comme des utopistes voire des traîtres. Les membres de l'administration et de l'armée américaine qui considéraient les bombardements comme étant moralement ambigus firent rarement publiquement connaitre leur opinion.

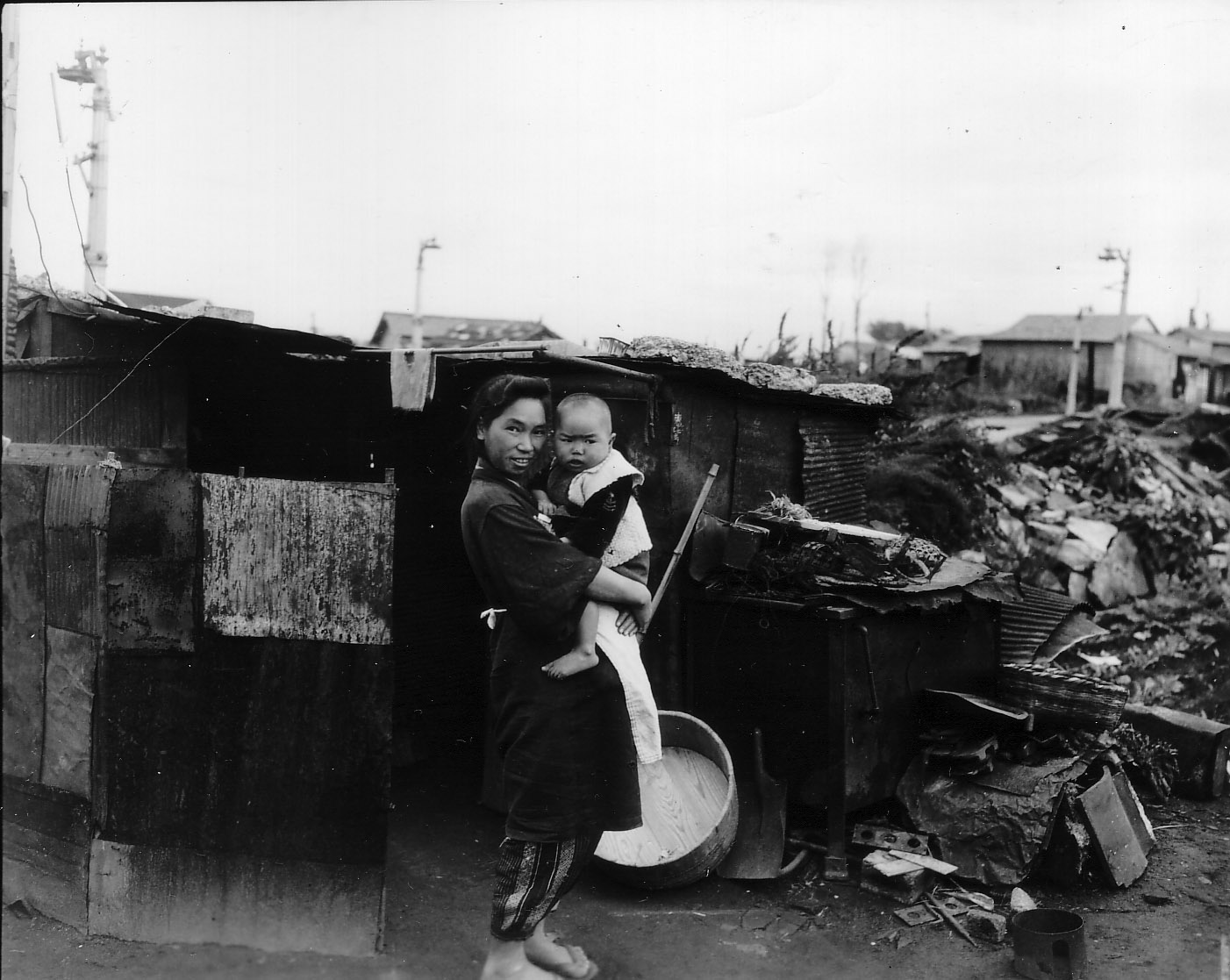
Une femme et son fils devant leur maison détruite dans le quartier d'Ebisu à Tokyo après la guerre.

Les considérations morales sur les attaques se concentrent principalement sur le grand nombre de victimes civiles et sur les destructions causées. Pour cela et d'autres raisons, le philosophe britannique Anthony Grayling a conclu que les bombardements de zone alliés contre le Japon et l'Allemagne constituaient des crimes moraux. L'historien Mark Selden décrivit l'apogée de la campagne de bombardement de l'été 1945 comme étant « encore peut-être inégalée sur l'échelle de l'hécatombe humaine » et avança que les facteurs ayant contribué à son intensité furent une combinaison de « percées technologiques, de nationalisme américain et d'érosion des scrupules moraux et politiques à tuer des civils, peut-être exacerbée par le racisme qui se développa dans le théâtre du Pacifique ». L'historien Edwin P. Hoyt écrivit en 1987 que les Japonais considéraient généralement les bombardements alliés de populations civiles comme la pire atrocité de la guerre. Il a également été suggéré que le sentiment antijaponais fut un facteur dans l'accent mit par l'USAAF dans les bombardements incendiaires contre le Japon alors que la plupart des raids contre l'Allemagne auraient été des bombardements de précision. L'historien Richard B. Frank avance cependant que cette différence peut s'expliquer par l'évolution des considérations concernant le bombardement au cours de la guerre, par les renseignements limités sur la structure de l'économie japonaise et par la plus grande vulnérabilité des villes japonaises aux bombes incendiaires. Cette différence est cependant fort improbable, les villes allemandes ayant été elles aussi victimes d'intenses bombardements de zone tuant de très nombreux civils, donnant lieu à des tempêtes de feu identiques à celles ayant affecté le Japon.
Robert McNamara avait planifié les bombardements stratégiques sur le Japon. En 2003, revenant sur son rôle dans un documentaire (The Fog of War), il a cité l'aveu de son supérieur, le général LeMay : « si nous avions perdu la guerre, nous aurions tous été poursuivis comme des criminels de guerre », en ajoutant : « lui et moi, nous nous comportions comme des criminels de guerre ».
La justification morale des attaques contre les villes japonaises repose sur l'argument qu'elles auraient sauvé des vies en écourtant la guerre. L'USSBS conclut que les effets des bombardements stratégiques et du blocus auraient pu forcer la capitulation du Japon à la fin de l'année 1945 même si les bombes atomiques n'avaient pas été utilisées et que l'Union soviétique était restée neutre. L'historien E. Bartlett Kerr défend cette idée en avançant que l'incendie des principales villes japonaises fut un facteur clé dans la décision de Hirohito de mettre un terme à la guerre. L'historien américain Barrett Tillman a également écrit que les bombardements de zone étaient inévitables car, du fait des limitations des systèmes de visée et des forts vents au-dessus du Japon, les B-29 étaient incapables de cibler des points précis sans causer de dégâts aux zones alentour.
L'utilisation des bombes atomiques a fait l'objet d'une longue controverse. Peu après les attaques, un sondage d'opinion montra que 85 % des Américains défendaient l'emploi de ces armes et la génération de la guerre considérait qu'elles avaient sauvé des millions de vies. Par la suite, la décision d'utiliser les armes nucléaires a été de plus en plus critiquée, les arguments avancés étant que les attaques furent menées pour intimider l'Union soviétique, pour justifier le projet Manhattan ou que le Japon se serait finalement rendu même sans l'utilisation des bombes atomiques. En 1994, un sondage montra que 55 % des Américains soutenaient la décision de bombarder Hiroshima et Nagasaki. Le juge Radhabinod Pal du Tribunal militaire international pour l'Extrême-Orient avança que les dirigeants japonais n'avaient pas conspiré pour commettre des atrocités et affirma que la décision d'utiliser des bombes atomiques était l'exemple le plus clair d'un ordre direct pour conduire un « meurtre indiscriminé » lors de la guerre du Pacifique. Depuis lors, les universitaires japonais comme Yuki Tanaka et Tsuyoshi Hasegawa ont avancé que l'usage des bombes était immoral et constituait un crime de guerre. Au contraire, le président Truman et, plus récemment, des historiens comme Paul Fussell ont affirmé que les attaques contre Hiroshima et Nagasaki étaient justifiées car elles entrainèrent la capitulation du Japon.
À deux occasions, des citoyens japonais ont poursuivi leur gouvernement pour les dégâts causés par les bombardements en avançant que le gouvernement s'était rendu coupable d'avoir mené une « guerre imprudente » qui provoqua les bombardements et d'avoir imposé aux civils de rester dans les zones visées. En décembre 2009, le tribunal du district de Tokyo rejeta l'une des plaintes en affirmant qu'il n'était pas possible d'identifier les individus méritant des réparations car presque tous les Japonais avaient souffert de la guerre. Le tribunal jugea également que toute compensation devrait être attribuée par la voie législative et non par la voie judiciaire. En décembre 2011, le tribunal du district d'Osaka rendit un verdict similaire en ajoutant que le gouvernement n'avait pas violé sa constitution dans le traitement des victimes des bombardements. Ce jugement avança qu'il n'y avait pas eu de « disparités déraisonnables » dans la manière dont les civils, les soldats et les survivants des bombes atomiques furent traités et que le gouvernement n'avait pas « montré d'écarts flagrants dans son droit discrétionnaire de ne pas légiférer sur des mesures de réparations ».

## Pour approfondir
- John W. Dower, « The Bombed: Hiroshimas and Nagasakis in Japanese Memory », Diplomatic History, vol. 19, no 2,‎ 28 février 1995, p. 275-295 (DOI 10.1111/j.1467-7709.1995.tb00658.x)
- Gregory Hadley, Field of Spears : The Last Mission of the Jordan Crew, King's Lynn (Royaume-Uni), Paulownia Press, 2007, 160 p. (ISBN 978-0-9555582-1-4)
- William F. Halsey et J Bryan, Admiral Halsey's Story, Londres, Whittlesey House, 1947 (OCLC 747307493)
- Edwin P. Hoyt, Closing the Circle : War in the Pacific : 1945, New York, Van Nostrand Reinhold Company, 1982 (ISBN 0-442-24751-6)
- Lee B. Kennett, A History of Strategic Bombing, New York, Scribner, 1982, 222 p. (ISBN 0-684-17781-1)
- Curtis LeMay et Bill Yenne, Superfortress : The Boeing B-29 and American airpower in World War II, Yardley, Pennsylvania, Westholme Publishing, 2007, 209 p. (ISBN 978-1-59416-039-4 et 1-59416-039-2)
- Sven Lindqvist, History of Bombing, New York, Diane Publishing Company, 2000 (ISBN 0-7567-6454-8)
- Robert A. Mann, The B-29 Superfortress : A Comprehensive Registry of the Planes and Their Missions, Jefferson (Caroline du Nord), McFarland, 2009 (ISBN 978-0-7864-4458-8)
- Richard Overy, The Air War 1939-1945, Londres, Europa, 1980 (ISBN 0-905118-53-7)
- Robert Pape, Bombing to Win : Air Power and Coercion in War, Ithaca (New York), Cornell University Press, coll. « Cornell Studies in Security Affairs », 1996, 366 p. (ISBN 0-8014-8311-5, lire en ligne)
- Gordon Bennett, Jr. Robertson, Bringing the Thunder : The Missions of a World War II B-29 Pilot in the Pacific, Mechanicsburg (Pennsylvanie), Stackpole Books, 2006, 279 p. (ISBN 0-8117-3333-5)
- Ronald Schaffer, Wings of Judgement : American Bombing in World War II, New York, Oxford University Press, 1988, 272 p. (ISBN 0-19-505640-X, lire en ligne)
- Michael S. Sherry, The Rise of American Air Power : The Creation of Armageddon, New Haven (Connecticut), Yale University Press, 1987, 435 p. (ISBN 0-300-03600-0)
- Ralph Wetterhahn, The Last Flight of Bomber 31 : Harrowing Tales of American and Japanese Pilots Who Fought World War II's Arctic Air Campaign, Boston, Da Capo Press, 2004, 357 p. (ISBN 0-7867-1360-7)